# الخط الزمني لجائحة فيروس كورونا في السعودية (2020)
أدناه الخط الزمني للأحداث المتعلّقة بجائحة فيروس كورونا في السعودية في عام 2020.

## الخط الزمني

### فبراير 2020/قبل الفيروس
- 2 فبراير:
  - إجلاء عشرة طلاب مبتعثين من منطقة ووهان في الصين عبر طائرة خاصة،[1] وتبع ذلك عمليات إجلاء لطلبة ومعلمي المدرسة السعودية في بكين وأعضاء البعثة التعليمية في هونج كونج وعائلاتهم.[2]
  - أعلنت الخطوط السعودية عن تعليق جميع رحلاتها بين الرياض وجدة وبين غوانزو الصينية.[3]
- 6 فبراير: علقت السعودية سفر المواطنين والمقيمين إلى جمهورية الصين.[4]
- 27 فبراير: أعلنت المملكة العربية السعودية عن تعليق مؤقت لدخول الأفراد الراغبين في أداء مناسك العمرة في مكة المكرمة أو زيارة المسجد النبوي الشريف في المدينة المنورة، وكذلك السياح. كما تم توسيع الأمر ليشمل الزوار المسافرين من الدول التي يمثل فيها الكورونا خطرا.[5]
- 28 فبراير: أعلن وزير خارجية المملكة العربية السعودية عن تعليق مؤقت لدخول مواطني دول مجلس التعاون الخليجي إلى مكة المكرمة والمدينة المنورة. سيتم استبعاد مواطني دول مجلس التعاون الخليجي الذين كانوا في المملكة العربية السعودية لأكثر من 14 يومًا متواصلًا ولم تظهر عليهم أي أعراض لـ فايروس كورونا المستجد كوفيد-19 من القرار.[5]
- 29 فبراير: إجلاء 7 مواطنين من مدينة دايغو في كوريا الجنوبية،[6]

### مارس 2020
- 2 مارس 2020: أعلنت المملكة العربية السعودية عن الحالة الأولى، وهي حالة مواطن سعودي عائد من إيران عن طريق البحرين.[7]
- 3 مارس 2020: اتخذت السعودية إجراءات صحية احترازية.[8]
- 4 مارس 2020: تعليق العمرة مؤقتًا للمواطنين والمقيمين في المملكة.[9]
- 5 مارس 2020: أعلنت المملكة العربية السعودية عن اتخاذ المزيد من الخطوات الاحترازية فيما يتعلق بالمسجد الحرام في مكة المكرمة والمسجد النبوي الشريف، والتي تشمل إغلاقاً يومياً مؤقتاً للمسجد الحرام لأغراض التعقيم.[10]
- 8 مارس 2020:
  - تم تعليق الدخول والخروج من محافظة القطيف مؤقتاً.[11]، وذلك وفقاً للتوصيات الصحية المحلية، والمستندة على الممارسات المعمول بها دولياً والتي تتطلب التعامل مع المستوى الجغرافي الذي تتواجد فيه حالات الإصابة لمنع انتشار الفيروس، وذلك وفقا للإجراءات الصحية الوقائية والاحترازية التالية:
    - تعليق الدخول والخروج من محافظة القطيف مؤقتًا (من سيهات جنوبا إلى صفوى شمالا).
    - تمكين العائدين من سكان المحافظة من الوصول إلى منازلهم.
    - وقف العمل في جميع الدوائر الحكومية والمؤسسات الخاصة، زيادة في الإجراءات الاحترازية لمنع احتمالات انتقال العدوى، مع استثناء المرافق الأساسية لتقديم الخدمات الأمنية والتموينية والضرورية؛ مثل الصيدليات والمحلات التموينية ومحطات الوقود والمرافق الصحية والبيئية والبلدية والأمنية، مع أخذ الاحتياطات الصحية اللازمة.
    - تمكين النقل التجاري والتمويني من التحرك من وإلى المحافظة، مع أخذ الاحتياطات الصحية اللازمة.
    - سيتم منح كل من أثر عليه هذا الإجراء إجازة صحية مصدرة إلكترونيًا ومعتمدة من وزارة الصحة.[11]

  - أعلنت وزارة التعليم تعليق الدراسة مؤقتاً في جميع مناطق ومحافظات المملكة اعتباراً من يوم الإثنين 14 رجب 1441|هـ الموافق ل 9 مارس 2020|م حتى إشعار آخر. ويشمل القرار مدارس ومؤسسات التعليم العام والأهلي والجامعي والمؤسسة العامة للتدريب التقني والمهني الحكومية والأهلية.[12] والبدء في تفعيل الدراسة عن بعد لجميع المراحل التعليمية.
  - تعليق سفر المواطنين والمقيمين مؤقتًا إلى كل من (الإمارات، والكويت، والبحرين، ولبنان، وسوريا، وكوريا الجنوبية، ومصر، وإيطاليا، والعراق. وكذلك تعليق دخول القادمين من تلك الدول، أو دخول من كان موجودًا بها خلال ال 14 يومًا السابقة لقدومه. كما قررت المملكة إيقاف الرحلات الجوية والبحرية بين المملكة والدول المذكورة. ويستثنى من ذلك رحلات الإجلاء والشحن والتجارة، مع اتخاذ الاحتياطات اللازمة والضرورية.[13]
- 9 مارس 2020:
  - قدمت السعودية دعم مالي قدره عشرة ملايين دولار أمريكي لمنظمة الصحة العالمية لمكافحة فيروس كورونا المستجد «كوفيد – 19».[14]
  - تعليق سفر المواطنين والمقيمين مؤقتًا إلى سلطنة عمان وفرنسا وألمانيا وتركيا وإسبانيا.[15]
  - أجلت السعودية مواطنيها في الكويت الذين تقدموا برغبتهم في العودة إلى البلاد،[16] وأتاحت لمواطنيها في البحرين العودة عن طريق جسر الملك فهد أو عبر خطوط طيران الخليج وذلك خلال مدة 72 ساعة من وقت الإعلان، والأمر نفسه للمقيمين في دولة الإمارات، حيث نوهت السفارة السعودية في أبو ظبي بأنه يمكنهم العودة عبر مطار دبي الدولي أو منفذ البطحاء.
- 10 مارس 2020: استئناف مؤقت للرحلات الجوية بين السعودية ومصر يومي 10 و11 مارس لتمكين الزائرين من العودة إلى السعودية.
- 11 مارس 2020: تعافي أول حالة من المصابين بفيروس كورونا الجديد في المملكة وهي لمواطن من ضمن الحالات الموجودة في العزل الطبي بمستشفى القطيف المركزي، حيث تم إجراء فحص مخبري أثبت خلو المواطن من الفيروس.[17]
- 12 مارس 2020:
  - تعليق سفر المواطنين والمقيمين مؤقتًا وتعليق الرحلات الجوية إلى كل من دول الاتحاد الأوروبي وسويسرا والهند وباكستان وسريلانكا والفلبين والسودان وإثيوبيا وجنوب السودان وأريتريا وكينيا وجيبوتي والصومال، مع استثناء الممارسين الصحيين العاملين في المملكة من دولتي الفلبين والهند. كما جرى تعليق حركة المسافرين عبر جميع المنافذ البرية مع الأردن باستثناء الحركة التجارية والشحن والحالات الإنسانية والاستثنائية.
  - تعليق إقامة المناسبات في صالات الأفراح أو الاستراحات أو قاعات المناسبات والفنادق.
  - وزارة الخارجية تعلن تأجيل عقد القمتين السعودية -الأفريقية والعربية - الأفريقية، وذلك حرصاً من حكومة المملكة على اتخاذ التدابير الاحترازية لمواجهة فيروس كورونا.
  - هيئة كبار العلماء تصدر قرارا تحرم فية على المصاب شهود الجمعة والجماعة. ومن قررت عليه جهة الاختصاص إجراءات العزل فعليه الالتزام بذلك، وترك شهود صلاة الجماعة والجمعة ويصلي الصلوات في بيته أو موطن عزله. ومنن خشي أن يتضرر أو يضر غيره فيرخص له في عدم شهود الجمعة والجماعة.[18]
- 13 مارس 2020: تسجيل 17 حالة إصابة جديدة بفيروس كورونا.
- 14 مارس 2020:
  - تسيير رحلة من لبنان إلى مطار الملك خالد بالرياض، وأخرى في اليوم التالي إلى مطار الملك عبد العزيز في جدة، بتنسيق مع الناقل الرسمي اللبناني طيران الشرق الأوسط.[19][20]
  - إجلاء نحو 250 من رعايا المملكة في الفلبين.[21]
  - قررت حكومة المملكة تعليق الرحلات الجوية الدولية للمسافرين - إلا في الحالات الاستثنائية - لمدة أسبوعين، اعتبارًا من الساعة الحادية عشرة من صباح يوم الأحد 15 مارس 2020م، واعتبار ذلك إجازة رسمية استثنائية للمواطنين والمقيمين الذين لم يتمكنوا من العودة بسبب تعليق الرحلات، أو تم تطبيق الحجر الصحي عليهم بعد عودتهم إلى المملكة سواء كان ذلك في مقرات مخصصة من وزارة الصحة أو وجهوا منها بعزل أنفسهم في منازلهم.[22]
  - تعليق النشاط الرياضي في السعودية بمختلف الألعاب الرياضية وجميع البطولات والمسابقات وكذلك إغلاق الصالات والمراكز الرياضية الخاصة، ابتداءً من يوم الأحد 15 مارس 2020 م حتى إشعار آخر.[23]
  - تعافي ثاني حالة من المصابين بفيروس كورونا الجديد في المملكة، وهي لمواطن، وقد خرج من مستشفى القطيف المركزي.[24]
- 15 مارس 2020:
  - تمديد تأشيرات الزيارة بكافة أنواعها للزائرين الموجودين داخل المملكة، ممن تأثروا بتطبيق القرارات والإجراءات الاحترازية لمنع تفشي فيروس كورونا الجديد.[25]
  - انتهاء إجلاء المواطنين الراغبين في العودة من باكستان.[26]
  - تعافي ثالث حالة لمواطن سعودي وقد غادر مجمع الدمام الطبي.[27]
  - أعلنت الهيئة العامة للموانئ إيقاف الرحلات البحرية ما عدا البضائع مؤقتاً بين المملكة ودول الإمارات، والكويت، والبحرين، وسلطنة عمان، والعراق، ولبنان، وسوريا، ومصر، وكوريا الجنوبية، والصين، ودول الاتحاد الأوروبي، والاتحاد السويسري، والهند، وباكستان، وتركيا، وإريتريا، وسريلانكا، وإثيوبيا، وكينيا، والسودان، وجيبوتي، والصومال، وجنوب السودان، والفلبين) ويستثنى منها رحلات الإجلاء والشحن والتجارة. كما أعلنت الهيئة عن تعليق السماح بسفر المواطنين والمقيمين ومنع دخول القادمين من الدول المشار إليها بشكل مباشر أو من كان بها خلال 14 يومًا السابقة لقدومه، بالإضافة إلى تعليق إجراء تغيير طواقم البحارة العاملين على السفن بكافة أنواعها التي تصل للموانئ السعودية والقادمين من الدول المشار إليها بشكل مباشر أو من كان بها خلال 14 يومًا السابقة لقدومه.[28]
  - صدور عدد من القرارات الوقائية والاحترازية يبدأ تطبيقها من يوم 16 مارس 2020:
    - تعليق الحضور لمقرات العمل في كافة الجهات الحكومية لمدة 16 يومًا، عدا القطاعات الصحية والأمنية والعسكرية ومركز الأمن الإلكتروني، ومنظومة التعليم عن بعد في قطاع التعليم.
    - إغلاق الأسواق والمجمعات التجارية المغلقة والمفتوحة، عدا الصيدليات والأنشطة التموينية الغذائية.
    - اقتصار الخدمة في أماكن تقديم الأطعمة والمشروبات وما في حكمها على الطلبات الخارجية فقط، وعدم السماح للعملاء بالجلوس على طاولات الخدمة المخصصة داخل المحلات.
    - منع التجمعات في الأماكن العامة المخصصة للتنزه، مثل الحدائق والشواطئ والمنتجعات والمخيمات والمتنزهات البرية وما في حكمها.
    - إيقاف جميع أنشطة المزادات والحراجات وإقفال مواقع التجمعات الخاصة بها مؤقتا.
    - الحد من وجود الجمهور والمستفيدين في الدوائر الحكومية من خلال تعزيز التعاملات الإلكترونية وتفعيل منصات تقديم الخدمات الإلكترونية عن بعد، في القطاعات الخدمية بالجهات الحكومية والخاصة كافة، وقصر التعاملات التجارية مع الشركات ومندوبيها من خلال التواصل الإلكتروني والهاتفي قدر الإمكان.
    - تشجيع الشركات والمؤسسات الخاصة والجمعيات الخيرية لتقليل أعداد حضور الموظفين والعاملين إلى مقرات العمل وتعزيز العمل الإلكتروني عن بعد مع استمرار الأعمال الأساسية والحساسة للقطاعات الأمنية والصحية، وتمنح الفئات التالية: (المرأة الحامل، وذوي الأمراض التنفسية أو القلبية، وأمراض نقص المناعة المكتسبة منها أو الوراثية، ومستخدمو أدوية مثبطات المناعة، والخاضعون للمعالجة من الأورام) فرصة العمل عن بعد، بموجب تقرير طبي لا يتجاوز عمره شهرا واحدا، أما الممارسون الصحيون في القطاع الخاص فيخضعون لتقييم المنشأة التي يعملون بها.
    - إلزام جميع الشركات والمؤسسات بتطبيق الحجر المنزلي لمدة 14 يومًا من تاريخ القدوم لجميع العمالة الوافدة من خارج المملكة قبل الشروع في مباشرة أعمالهم، وكذلك من تظهر عليهم أعراض تنفسية من العمالة الموجودة خلال الوضع الراهن.[29]
- 16 مارس 2020: إلزام البنوك والمؤسسات بتفعيل العمل عن بعد لمدة 16 يومًا مع التأكيد على تخصيص بعض فروع لتقديم الخدمات الضرورية، ومتابعة أجهزة الصرف الآلي، وتقديم الحوالات مجانية بين البنوك.
- 17 مارس 2020:
  - قررت هيئة كبار العلماء إيقاف صلاة الجمعة والجماعة لجميع الفروض في المساجد والاكتفاء برفع الأذان، باستثناء الحرمين الشريفين، وأن تكون أبواب المساجد مغلقة مؤقتاً، ويقال في الأذان: صلوا في بيوتكم، وبالنسبة لصلاة الجمعة تصلى ظهرا أربع ركعات في البيوت.[30]
  - دعت السعودية لعقد اجتماع قمة استثنائي –افتراضي– بهدف بحث سبل توحيد الجهود لمواجهة انتشار وباء كورونا.[31]
  - تعليق الحضور لمقرات العمل في جميع الجهات في القطاع الخاص لمدة (15) يومًا، وتفعيل إجراءات العمل عن بعد عدا القطاعات الحيوية، وقطاعات البنية التحتية الحساسة مثل (الكهرباء، والمياه والاتصالات).[32]
- 19 مارس 2020:
  - الملك سلمان في كلمة للمواطنين والمقيمين: نعيش مرحلة صعبة في تاريخ العالم، ولكننا ندرك تماماً أنها مرحلة ستمر وتمضي رغم قسوتها ومرارتها وصعوبتها... المرحلة المقبلة ستكون أكثر صعوبة على المستوى العالمي لمواجهة هذا الانتشار السريع لهذه الجائحة. والمملكة مستمرة في إجراءاتها الاحترازية.. وأؤكد لكم حرصنا الشديد على توفير ما يلزم المواطن والمقيم من دواء وغذاء واحتياجات معيشية.[33]
  - تعليق دخول المركبات لمواقف المسجد النبوي في المدينة المنورة مؤقتًا، واعتبارًا من صلاة المغرب لنفس اليوم.[34]
  - تعليق التواجد والصلاة في ساحات الحرمين الشريفين خاصة يوم الجمعة، وتعليق حضور المصلين للصلوات في المسجد النبوي.[35]
  - مختبر المركز الوطني للوقاية من الأمراض ومكافحتها يكشف التسلسل الجيني الكامل لفيروس كورونا الجديد (SARS-CoV-2) من حالات إيجابية لمرض كوفيد-19.[36]
  - إيقاف تصدير الأدوية والمستحضرات الصيدلانية والأجهزة الطبية توفيرًا لأقصى درجات الحماية للمواطنين والمقيمين.[37]
- 20 مارس 2020:
  - تعليق جميع رحلات الطيران الداخلي والحافلات وسيارات الأجرة والقطارات لمدة 14 يوما ابتداءً من الساعة السادسة صباحاً من يوم السبت 21 مارس 2020.[38]
- 21 مارس 2020: بدء إغلاق المحال التجارية من الثامنة مساءً وحتى السادسة صباحًا باستثناء محال المواد الغذائية والصيدليات ومحطات الوقود.[39]
- 23 مارس 2020: أصدر الملك سلمان أمرًا بفرض حظر التجول يبدأ من الساعة 7 مساءً ويستمر إلى السادسة صباحًا ولمدة 21 يومًا، ويدخل القرار حيّز التنفيذ مساء اليوم.[40]
- 24 مارس 2020: الإعلان عن أول حالة وفاة بفيروس كورونا المُستجد، وهي لمقيم من الجنسية الأفغانية في المدينة المنورة[41]
- 25 مارس 2020:
  - وافق الملك سلمان على مزيد من الإجراءات الاحترازية وهي:
    - منع الخروج من مناطق المملكة الثلاث عشرة أو الانتقال لمنطقة أخرى.
    - منع الدخول والخروج من مدن الرياض، ومكة المكرمة، والمدينة المنورة وفق الحدود التي تضعها الجهة المعنية.
    - يعمل بذلك ابتداءً من الساعة الثالثة عصراً من يوم 26 / 3 / 2020م وحتى انتهاء مدة المنع من التجول المحددة سابقًا بالأمر الملكي.
    - لا يشمل منع التنقل الفئات التي سبق استثناؤها من منع التجول، مع مراعاة أن يكون الاستثناء في أضيق نطاق ووفق الإجراءات والضوابط التي تضعها الجهة المعنية.
    - تقديم وقت بدء منع التجول إلى الساعة الثالثة عصراً في مدن الرياض، ومكة المكرمة، والمدينة المنورة، وللجهة المعنية بناءً على ما تقترحه وزارة الصحة زيادة ساعات منع التجول أو منع التجول طوال اليوم في تلك المدن أو غيرها من المدن والمحافظات والمناطق، ويبدأ العمل بما ورد في هذا البند من يوم 26 / 3 / 2020م.[42]

  - أطلقت وزارة الخارجية السعودية منصة إلكترونية لتسهيل عودة المواطنين ومرافقيهم.[43]
  - تسجيل ثاني حالة وفاة، وهي لمقيم في مكة المكرمة.
- 26 مارس 2020:
  - انعقاد القمة الاستثنائية الافتراضية لقادة مجموعة العشرين برئاسة الملك سلمان بن عبد العزيز، وذلك لبحث سبل مكافحة جائحة كورونا والآثار المترتبة عليها.
  - تسجيل حالة وفاة ثالثة وهي لمقيم في المدينة المنورة كان لديه أمراض مزمنة.[44]
- 28 مارس 2020:
  - منع الدخول أو الخروج من 6 أحياء في المدينة المنورة على مدار 24 ساعة لحين التأكد من عدم وجود حالات تتطلب التعامل معها أو انتهاء فترة العزل الموصى بها طبيًا.[45]
  - تسجيل حالة وفاة رابعة وهي لمواطن في الرياض كان يعاني من أمراض مزمنة.[46]
  - تمديد العمل بتعليق الحضور لمقرات العمل في جميع الجهات الحكومية والقطاع الخاص وتعليق الرحلات الجوية الدولية والداخلية ونشاط الحافلات وسيارات الأجرة والقطارات حتى إشعار آخر.[47]
- 29 مارس 2020:
  - تعليق الدخول والخروج من محافظة جدة، وتقديم موعد منع التجول فيها ليكون ابتداءً من الساعة الثالثة مساءً من اليوم الأحد 5 شعبان 1441 هجرية الموافق 29 مارس 2020 ميلادية، وحتى انتهاء مدة منع التجول المحددة بالأمر الملكي الصادر في يوم الاثنين 27 رجب 1441 هجرية. ولا يشمل قرار التعليق الفئات المستثناة في قرار منع التجول.[48]
  - تعافي 29 حالة من المصابين وتسجيل أربع وفيات جديدة.[49]
- 30 مارس 2020:
  - الملك سلمان يأمر بتقديم العلاج مجانًا في المستشفيات والمراكز الطبية الحكومية والخاصة لجميع المصابين بفيروس كورونا والمشتبه في إصابتهم من المواطنين والمقيمين ومخالفي أنظمة الإقامة والعمل وأمن الحدود.[50]
  - تطبيق إجراءات احترازية صحية إضافية في عدد من الأحياء السكنية بمدينة مكة المكرمة وذلك بعزل أحياء: أجياد، والمصافي، والمسفلة، والحجون، والنكاسة، وحوش بكر، ومنع الدخول إليها أو الخروج منها ومنع التجول فيها على مدار اليوم 24 ساعة.
  - تعافي 49 حالة جديدة مصابة بفيروس كورونا.
- 31 مارس 2020:
  - مجلس الوزراء يعقد جلسته عبر الشبكة الافتراضية.
  - دعت السعودية دول العالم إلى التريث في إبرام عقود الحج للعام 1441هـ، حتى تتضح الرؤية للوباء وآثاره الحالية والمستقبلية وذلك من منطلق مسؤولية المملكة تجاه الصحة العامة للعالم.[51]

### أبريل 2020
- 1 أبريل 2020: تم السماح بالطواف في الحرم المكي مجددًا بعد إخلائه مارس الماضي، على أن يتم الدخول على دفعات؛ ولا يتجاوز عدد كل دفعة 50 شخصًا.[52]
- 2 أبريل 2020: تنفيذاً لتوصيات الجهات الصحية المختصة قررت وزارة الداخلية:
  - منع التجول على مدى 24 ساعة في مدينتي مكة المكرمة والمدينة المنورة، مع استمرار منع الدخول إليها أو الخروج منها، بدءا من هذا اليوم حتى إشعار آخر.
  - لا يشمل منع الدخول والخروج الفئات المستثناة من منسوبي القطاعات الحيوية في القطاعين العام والخاص، الذين تتطلب أعمالهم الاستمرار في أدائها أثناء فترة المنع.
  - يُسمح - في أضيق نطاق - لسكان أحياء مدينتي مكة المكرمة والمدينة المنورة بالخروج من منازلهم لقضاء الاحتياجات الضرورية فقط مثل الرعاية الصحية والتموين؛ وذلك داخل نطاق الحي السكني الذي يقيمون فيه، خلال الفترة من الساعة السادسة صباحًا وحتى الثالثة عصراً يوميًا.
  - يُسمح للراغبين في استخدام الخدمات البنكية وأجهزة الصراف الآلي وفق آلية تحددها البنك المركزي السعودي بالتنسيق مع وزارتي الداخلية والصحة.
  - منع ممارسة العمل بأي أنشطة تجارية داخل الأحياء السكنية بمدينتي مكة المكرمة والمدينة المنورة، عدا عمل الصيدليات ومحلات بيع المواد التموينية ومحطات الوقود والخدمات البنكية.
  - قصر التنقل بالسيارات داخل الأحياء السكنية بمدينتي مكة المكرمة والمدينة المنورة لسكان تلك الأحياء على شخص واحد فقط، بالإضافة إلى قائد المركبة، لتقليل المخالطة إلى الحد الأدنى.
- 3 أبريل 2020:
  - تقديم وقت بدء منع التجول في مدينة ⁧الدمام⁩ ومحافظتي ⁧الطائف⁩ والقطيف⁩ إلى الساعة 3 عصراً حتى إشعار آخر.[53]
- 4 أبريل 2020:
  - تطبيق إجراءات احترازية صحية إضافية بعدد من الأحياء السكنية بمحافظة جدة وذلك بعزل أحياء: كيلو 14 جنوب، کیلو 14 شمال، المحجر، غليل، القريات، کیلو 13، بترومين) ومنع الدخول إليها أو الخروج منها ومنع التجول فيها على مدار اليوم، ويسمح لسكانها الخروج من منازلهم للاحتياجات الضرورية داخل نطاق منطقة العزل خلال الفترة من الساعة السادسة صباحا وحتى الثالثة عصراً، كما تستمر جميع النشاطات المصرح لها بممارسة مهامها خلال أوقات منع التجول وذلك في أضيق الحدود ووفق الإجراءات والضوابط التي تحددها الجهة المعنية.
- 5 أبريل 2020:
  - إنفاذا لتوجيهات الملك سلمان وولي العهد الأمير محمد بن سلمان، أطلقت وزارة الخارجية خدمة إلكترونية لتسجيل بيانات المواطنين الراغبين في العودة من الخارج على أن تكون الأولوية للموجودين في البلدان الأكثر تأثراً من انتشار فيروس كورونا، وكبار السن، والحوامل.[54] كما أعلن وزير السياحة تهيئة 11 ألف غرفة فندقية لاستضافة المواطنين العائدين.[55]
  - الملك سلمان يوجه بعقد جلسات مجلس الشورى واجتماعات لجانه عن بُعد.[56]
  - الجوازات تبدأ في إجراءات سفر المعتمرين المتأخرين عن المغادرة وصدرت الأوامر بإعفائهم من الآثار القانونية والغرامات المالية المقررة نظاماً المترتبة على التأخير، والإعفاء من وضعهم في قائمة المرحلين، وذلك بعد بقائهم داخل العزل الطبي لإجراء الفحوصات من قبل وزارة الصحة، حيث أظهرت نتائج الفحص المخبري سلامة جميع المعتمرين من فيروس كورونا المستجد. كما أمنت وزارة الحج والعمرة فنادق في مكة المكرمة وجدة لاستضافة المعتمرين خلال تلك الفترة وتأمين الإعاشة ووسائل النقل إلى منفذ المغادرة. وقد بلغ عدد المعتمرين المغادرين في هذه الدفعة 366 معتمرا من الجنسية التركية.[57]
- 6 أبريل 2020: منع التجول على مدار 24 ساعة يومياً في كل من الرياض، تبوك، الدمام، الظهران، الهفوف، وكذلك في أرجاء محافظات جدة، الطائف، القطيف، الخبر، مع استمرار منع الدخول إليها أو الخروج منها، وذلك حتى إشعار آخر، تنفيذاً لتوصيات الجهات الصحية المختصة برفع درجة التدابير الاحترازية والإجراءات الوقائية.[58]
- 7 أبريل 2020:
  - تقديم ساعات منع التجول في بقية المناطق والمدن ليبدأ من الساعة الثالثة عصراً إلى السادسة صباحاً ابتداءً من 8 أبريل 2020.
  - السماح في تقديم خدمات المطاعم (ماعدا المركبات المتنقلة ومطاعم الحفلات ومطابخ الولائم) للطلبات الخارجية عن طريق تطبيقات التوصيل أو اسطولها الخاص مع مراعاة الاشتراطات الصحية المعتمدة من الجهات المختصة، حتى الساعة العاشرة مساء في جميع مناطق المملكة.
  - السماح بعمل محلات الغاز ومغاسل الملابس وأعمال الصيانة والتشغيل وفنيي السباكة والكهرباء والتكييف، وكذلك أعمال صهاريج الصرف الصحي ومراكز الصيانة السريعة الخاصة بالمركبات (داخل محطات الوقود).
  - استثناء ملاك المزارع والنحالين وأصحاب المواشي ومشروعات الدواجن والأسماك من منع التنقل والسماح لهم بمتابعة أعمالهم، وذلك من خلال إصدار تصريح لمرة واحدة أسبوعياً عن طريق وزارة البيئة والمياه والزراعة بالتنسيق مع اللجنة الأمنية في المنطقة (شرطة المنطقة).
  - استثناء العاملين في الجمعيات الخيرية والمتطوعين ومراكز الأحياء من منع التجول من الساعة السادسة صباحًا إلى الساعة الثالثة عصرًا.
- 9 أبريل 2020:
  - سمحت وزارة الداخلية لجميع مندوبي التوصيل التابعين للتطبيقات المسجلة لدى هيئة الاتصالات وتقنية المعلومات بالعمل في جميع مناطق المملكة وعلى مدار 24 ساعة.
  - مددت وزارة الخارجية مهلة استلام طلبات العودة إلى المملكة من خلال المنصة الإلكترونية المعتمدة حتى 14 أبريل.
  - بلغ عدد الفحوصات المخبرية لفيروس كورونا الجديد (كوفيد-19) في المملكة حتى هذا اليوم، (115585) فحصًا، تمت في 10 مختبرات في أنحاء المملكة، باستخدام تقنية البلمرة الجزيئية، بمعدل (3340) فحصًا لكل مليون من السكان.[59]
- 10 أبريل 2020:
  - منع التجول والتنقل الكلي وعدم الخروج من المنازل في أحياء (الشريبات، بني ظفر، قربان، الجمعة، جزء من الإسكان، بني خدرة) بالمدينة المنورة حتى إشعار آخر، وتتولى وزارتا الموارد البشرية والصحة إمداد المحتاجين بسلال غذائية ومواد تموينية ومتابعة احتياجاتهم وتوفير الأدوية والخدمات الطبية اللازمة بشكل دوري.
- 11 أبريل 2020:
  - صدور أمر الملك سلمان بالموافقة على تمديد العمل بمنع التجول وذلك وفق معدلات ومؤشرات انتشار فيروس كورونا الحالية وحتى إشعار آخر.
- 12 أبريل 2020:
  - اعتمدت وزارة الداخلية نموذجا موحدا لتصاريح التنقل خلال فترة منع التجول للفئات المستثناة، وبدء تطبيقه تدريجيا في مناطق المملكة.[60]
- 15 أبريل 2020:
  - عزل حي الأثير بمدينة الدمام ومنع الدخول والخروج منه ومنع التجول فيه على مدار 24 ساعة حتى إشعار آخر.
  - منع دخول من تقل أعمارهم عن 15 عامًا من دخول جميع متاجر التسوق، ومنع خروجهم لأي سبب.[61]
- 17 أبريل 2020:
  - منع التجول على مدار 24 ساعة يومياً في محافظتي: (صامطة، والداير) ومنع الدخول إليهما أو الخروج منهما، وذلك اعتبارًا من الساعة الثالثة عصرًا من هذا اليوم حتى إشعار آخر.
- 18 أبريل 2020:
  - منع التجول والدخول والخروج من وإلى حيي الفيصلية، والفاضلية بمحافظة الأحساء على مدار 24 ساعة حتى إشعار آخر.
- 19 أبريل 2020:
  - تجاوز إجمالي الفحوص المخبرية 180 ألف فحص حتى هذا اليوم.
- 21 أبريل 2020:
  - أجرت وزارة الصحة حتى هذا اليوم أكثر من 200 ألف فحص مخبري بتقنية تفاعل البوليمراز المتسلسل (PCR) للكشف عن حالات فيروس كورونا في المملكة.
    - تعديل الأوقات التي يسمح خلالها بالتجول خلال شهر رمضان وفق التالي:
      - يكون السماح بالتجول في جميع المناطق والمدن التي لا تخضع لتعليمات منع التجول فيها على مدار اليوم من التاسعة صباحاً وحتى الخامسة عصرا.
      - يكون السماح بخروج سكان المدن والمحافظات التي يمنع التجول فيها على مدار الساعة من منازلهم لقضاء الاحتياجات الضرورية فقط، مثل الرعاية الصحية والتموين، من التاسعة صباحاً وحتى الخامسة مساءً داخل نطاق الحي السكني الذي يقيمون فيه وقصر التنقل بالسيارات على شخص واحد بالإضافة إلى قائد المركبة.
      - استمرار منع سكان الأحياء السكنية التي تخضع للعزل الصحي التام من الخروج من منازلهم على مدار الساعة.[62]

  - انطلاق أول رحلة جوية مغادرة إلى الفلبين ضمن جهود تمكين الوافدين من العودة إلى بلدانهم.[63]
- 22 أبريل 2020:
  - صدور موافقة الملك سلمان على إقامة صلاة التراويح في الحرمين الشريفين وتخفيفها إلى خمس تسليمات وإكمال القرآن الكريم في صلاة التهجد مع استمرار تعليق دخول المصلين.
  - إنفاذاً لأمر الملك سلمان أعلنت وزارة الداخلية عن إطلاق مبادرة «عودة» لتمكين من يرغب من المقيمين حاملي تأشيرتي (الخروج والعودة والنهائي) من السفر جواً لبلدانهم.
- 23 أبريل 2020:
  - تعديل الأوقات التي يسمح خلالها بفتح نشاط المطاعم في شهر رمضان لتكون من الساعة الثالثة عصراً وحتى الثالثة فجراً.[64]
  - إزالة الحواجز الوقائية حول الكعبة المشرفة واستمرار عمليات التعقيم والتطهير.
- 24 أبريل 2020: وزارة الشؤون البلدية تسمح لـ20 نشاطاً تجارياً إضافياً بالعمل خلال شهر رمضان من الساعة 3 عصراً وحتى 3 فجراً.
- 25 أبريل 2020: حتى هذا اليوم بلغ عدد التقييمات الذاتية عبر تطبيق موعد الذي أطلقته وزارة الصحة أكثر من 600 ألف تقييم ذاتي من بينهم 15 ألفا كانت لديهم احتمالية إصابة وتم اكتشاف حاجة بعضهم لفحص مخبري وتبين إصابة 268 بالفيروس في وقت مبكر.[65]
- 26 أبريل 2020:
  - الملك سلمان يأمر برفع منع التجول جزئيا في جميع مناطق المملكة من يوم الأحد 3 رمضان الموافق 26 أبريل حتى يوم الأربعاء 20 رمضان الموافق 13 مايو من الساعة 9 صباحاً وحتى الخامسة مساءً، مع الإبقاء على منع التجول الكامل على مدى 24 ساعة في مدينة مكة المكرمة والأحياء التي سبق الإعلان عن عزلها، كما تضمن أمر الملك:
    - إضافة إلى الأنشطة المستثناة في القرارات السابقة، يتم السماح بفتح بعض الأنشطة الاقتصادية والتجارية وممارستها لأعمالها في فترة السماح المشار إليها، ابتداء من يوم الأربعاء 6 رمضان 1441هـ الموافق 29 أبريل 2020م، حتى يوم 13 مايو، وذلك في محلات تجارة الجملة والتجزئة، والمراكز التجارية (المولات)، مع التأكيد على استمرار منع أي نشاط داخل تلك المراكز لا يحقق التباعد الجسدي.
    - السماح لشركات المقاولات والمصانع بالعودة لممارسة أنشطتها دون قيود على الوقت حسب طبيعة أعمالها ابتداء من يوم 29 أبريل، حتى 13 مايو.
    - التأكيد على الاستمرار في تطبيق إجراءات التباعد الاجتماعي، ومن ذلك الاستمرار في منع التجمعات للأغراض الاجتماعية لأكثر من خمسة أشخاص، مثل: مناسبات الأفراح ومجالس العزاء وغيرهما، وكذلك التجمع في الأماكن العامة في أوقات السماح بالتجول.[66]

  - إنفاذًا لتوجيهات الملك سلمان وولي العهد الأمير محمد بن سلمان وقعت المملكة عقدًا مع الصين بقيمة 995 مليون ريال، يعد من أكبر العقود التي ستوفر فحوصات تشخيصية لفيروس كورونا المستجد على مستوى العالم، ويهدف لإجراء 9 ملايين فحص لفيروس كورونا المستجد، شاملة جميع الأجهزة والمستلزمات، وعدد 500 من الأخصائيين والفنيين الصينيين المتخصصين في الفحوصات، وإنشاء ستة مختبرات إقليمية كبيرة موزعة على مناطق المملكة منها مختبر متنقل بقدرة 10 آلاف فحص يوميا، وتدريب الكوادر السعودية، وإجراء الفحوصات اليومية والفحوصات الميدانية الشاملة وتدقيقها وضمان جودتها لمدة ثمانية أشهر، بالإضافة إلى تحليل الخريطة الجينية لعدد من العينات داخل المملكة، وتحليل خريط المناعة في المجتمع لعدد مليون عينة. كما عمدت اللجنة شراء فحوصات من شركات أخرى متعددة من الولايات المتحدة الأمريكية وسويسرا وكوريا الجنوبية ليصل عدد الفحوصات المستهدفة إلى 14.5 مليون فحص تمثل قرابة 40% من عدد سكان المملكة.[67]
- 27 أبريل 2020: بلغ عدد المستفيدين من المسح النشط الذي تطبقه وزارة الصحة حتى هذا اليوم قرابة مليون شخص في المملكة، وهو موجه لبؤر انتشار الفيروس.
- 29 أبريل 2020: السماح بالدخول إلى محافظة القطيف والخروج منها، واستمرار السماح بالتجول من التاسعة صباحاً وحتى الخامسة مساءً، بدءا من 30 أبريل.[68]

### مايو 2020
- 2 مايو 2020:
  - بلغ إجمالي الفحوصات التي أجرتها وزارة الصحة لفيروس كورونا 339775 فحصا.[69]
  - رفع الإجراءات الاحترازية الإضافية بحي الأثير في مدينة الدمام بدءا من يوم 3 مايو.
  - تطبيق إجراءات احترازية صحية إضافية بعزل المدينة الصناعية الثانية بمدينة الدمام ومنع الدخول إليها أو الخروج منها اعتباراً من يوم 3 مايو وحتى إشعار آخر، ويستثنى من ذلك عمليات الشحن ونقل البضائع. والسماح بتشغيل المصانع الحيوية داخل المدينة الصناعية الثانية بثلث طاقتها، ودخول المدراء والمهندسين والعاملين فيها، وعدم خروجهم من المدينة الصناعية.[70]
- 5 مايو 2020: أعلنت وزارة الداخلية أحكام وعقوبات مخالفي الإجراءات والتدابير الوقائية المتخذة لمواجهة جائحة كورونا، شملت متعمدي نقل العدوى وناشري الشائعات ومستخدمي تصريح التنقل في غير ما خصص له.[71]
- 6 مايو 2020:
  - رفع الإجراءات الاحترازية الإضافية عن حيي الفيصلية والفاضلية في الأحساء.[72]
  - بلغ معدل الوفيات في المملكة حتى هذا اليوم 0.7% بينما بلغ المعدل العالمي 7%.[73]
- 7 مايو 2020:
- اعتمدت وزارة الداخلية لائحة الحد من التجمّعات التي تسهم في تفشي ونقل فيروس كورونا وتصنيف المخالفات والعقوبات المقررة بحقها، وتمنع اللائحة أي تجمع داخل المنازل أو الاستراحات أو المزارع لأكثر من أسرة، وكذلك أي تجمع داخل المنازل، أو الاستراحات أو المزارع أو المخيمات أو الشاليهات أو المناطق المفتوحة لأهل الحي الواحد أو غيره، ونحوها، بالإضافة إلى مناسبات الأفراح، والعزاء، والحفلات، والندوات، والصالونات، ونحوها، وكذلك أي تجمع من فئة العمال داخل المنازل أو المباني التي تحت الإنشاء، أو الاستراحات أو المزارع ونحوها، خلاف مساكنهم، وتجمعات المتسوقين أو العاملين داخل أو خارج المحل التجاري بما يتجاوز الأعداد المنصوص عليها في الإجراءات الاحترازية والتدابير الوقائية، ويقصد بالتجمعات في اللائحة أي تجمع لأكثر من أسرة واحدة، أو أي تجمع يتكون من 5 أشخاص فأكثر في حيز واحد أو محدد ولا يربطهم علاقة سكنية واحدة.[74]
- 9 مايو 2020: رفع الإجراءات الاحترازية عن أحياء (الشريبات وبني ظفر وقربان والجمعة وجزء من الإسكان وبني خدرة) بالمدينة المنورة بدءا من هذا اليوم.
- 10 مايو 2020: رفع الإجراءات الاحترازية الإضافية عن محافظة «صامطة» من يوم 11 مايو، والسماح بالتجول، من 9 صباحاً وحتى 5 مساءً.
- 12 مايو 2020:
  - منع التجول على مدار 24 ساعة يومياً في محافظة بيش بمنطقة جازان ومنع الدخول إليها أو الخروج منها، بدءا من هذا اليوم.
  - استمرار جميع الإجراءات الاحترازية حتى نهاية شهر رمضان ومنع التجول الكامل خلال الفترة من 30 رمضان وحتى 4 شوال الموافق 27 مايو في جميع مدن ومناطق المملكة.[75]
- 14 مايو 2020: بلغ عدد الفحوصات اليومية 513,587 فحصا.
- 16 مايو 2020: وصول أول رحلة جوية قادمة من الهند إلى مطار الأمير سلطان بن عبدالعزيز في تبوك، وكان على متنها أكثر من 200 ممارسة صحية.
- 18 مايو 2020: تجاوزت حالات التعافي من كورونا 50% من مجموع الحالات المؤكدة.
- 23 مايو 2020: وافق الملك سلمان على إقامة صلاة عيد الفطر لهذا العام في المسجدين الحرام والنبوي، دون حضور المصلين.[76]
- 26 مايو 2020: أعلنت السعودية عن البدء في إجراءات العودة التدريجية للحياة الطبيعية على ثلاث مراحل تبدأ الأولى من 28 مايو لمدة ثلاثة أيام تشمل:
  - تغيير أوقات السماح بالتجول في جميع مناطق المملكة، فيما عدا مدينة مكة المكرمة، ليصبح من الساعة السادسة صباحًا حتى الثالثة مساءً.
  - السماح بالتنقل بين المناطق والمدن في المملكة بالسيارة الخاصة أثناء فترة عدم منع التجول.
  - إضافة محلات تجارة الجملة والتجزئة، والمراكز التجارية (المولات)، للأنشطة المستثناة في القرارات السابقة، مع استمرار منع كافة الأنشطة التي لا تحقق التباعد الجسدي بما في ذلك: صالونات التجميل، وصالونات الحلاقة، والنوادي الرياضية والصحية، والمراكز الترفيهية، ودور السينما، وغيرها من الأنشطة التي تحددها الجهات المختصة.

وتطبق هذه الإجراءات في مدينة مكة (عدا الأحياء المعزولة) بالتزامن مع دخول بقية المناطق في المرحلة الثانية التي تبدأ في 31 مايو حتى نهاية 20 يونيو 2020، وتشمل:
- - تغيير أوقات السماح بالتجول في جميع مناطق المملكة، فيما عدا مدينة مكة المكرمة، ليصبح من الساعة السادسة صباحًا حتى الثامنة مساءً.
  - استمرار عمل جميع الأنشطة المستثناة بقرارات سابقة.
  - السماح بإقامة صلاة الجمعة والجماعة لجميع الفروض في مساجد المملكة، ما عدا المساجد في مدينة مكة المكرمة، مع استمرار إقامة صلاة الجمعة والجماعة في المسجد الحرام وفق الإجراءات الصحية والاحترازية المعمول بها حاليًا.
  - رفع تعليق الحضور للوزارات والهيئات الحكومية وشركات القطاع الخاص، والعودة لممارسة أنشطتها المكتبية وفق الضوابط التي تضعها وزارة الموارد البشرية والتنمية الاجتماعية، بالتنسيق مع وزارة الصحة والجهات ذات العلاقة.
  - رفع تعليق الرحلات الجوية الداخلية، والسفر بين المناطق بوسائل المواصلات المختلفة، مع الالتزام بالإجراءات الاحترازية والتدابير الوقائية اللازمة.
  - إضافة الطلبات الداخلية في المطاعم، وفي المقاهي إلى الأنشطة المستثناة في القرارات السابقة، مع استمرار منع كافة الأنشطة التي لا تحقق التباعد الجسدي، وكذلك استمرار تطبيق إجراءات التباعد الاجتماعي في الأماكن العامة في جميع الأوقات، ومنع التجمعات للأغراض الاجتماعية لأكثر من خمسين شخصًا، مثل: مناسبات الأفراح ومجالس العزاء ونحوها.

وتطبق إجراءات هذه المرحلة الثانية في مكة (عدا الأحياء المعزولة) بدءا من 21 يونيو الذي تدخل فيه بقية مناطق المملكة ومدنها المرحلة الثالثة وهي عودة الحياة الطبيعية إلى ما قبل فترة إجراءات منع التجول.
كما شملت الإجراءات السماح لسكان الأحياء بممارسة رياضة المشي داخل أحيائهم أثناء فترة منع التجول وفقا للإجراءات الاحترازية الصحية اللازمة والتباعد الاجتماعي. واستمرار تعليق العمرة والزيارة، واستمرار تعليق الرحلات الدولية.
- 27 مايو 2020:
  - أعلنت وزارة الموارد البشرية رفع تعليق حضور العاملين في القطاع الخاص لمقار أعمالهم.[78]
  - اعتماد الإجراءات الاحترازية والتدابير الوقائية للحد من انتشار فيروس كورونا في قطاعات تجارة الجملة والتجزئة والمقاولات والصناعات.
- 29 مايو 2020: بدء المرحلة الثالثة من الفحص الموسع لتقييم معدل انتشار فيروس كورونا «كوفيد 19»، وذلك في مكة الكرمة والمدينة المنورة كخطوة أولى وتتبعها الرياض بعد أسبوع، ثم تليها باقي المناطق. ويتم تنفيذ هذه المرحلة عبر منافذ عدة منها: فحص الأشخاص داخل السيارات عبر مراكز مخصصة جرى إنشاؤها في مدن عدة، وكذلك الفحص في مراكز الرعاية الصحية الأولية، كما يتاح للمواطنين والمقيمين حجز مواعيد لعمل العينات بأنفسهم عبر التطبيق الإلكتروني «صحتي».[79]
- 30 مايو 2020: تعديل الحد الأقصى المسموح به في التجمعات العائلية وغير العائلية، داخل المنازل أو الاستراحات أو المزارع، أو في المناسبات الاجتماعية كالعزاء والحفلات ونحوها، ليصبح خمسين شخصاً، وذلك ضمن عدد من التعديلات أصدرتها وزارة الداخلية على لائحة الحد من التجمعات التي تسهم في تفشي ونقل فيروس «كورونا» المستجد، تضمنت أيضا ترتيب عقوبات على تعمد مخالفة الإجراءات الاحترازية والتدابير (البروتوكولات) الوقائية المعلنة بتاريخ 6 شوال 1441هـ بألف ريال، ويشمل ذلك عدم استخدام الكمامات الطبية أو القماشية أو ما يغطي الأنف والفم، أو عدم الالتزام بمسافات التباعد الاجتماعي، وغيرها من الإجراءات الاحترازية والتدابير الوقائية.[80]

### يونيو 2020
- 2 يونيو 2020: أعلنت وزارة الداخلية عن إجراءات وتدابير «بروتوكولات» وقائية إضافية لعدد من القطاعات للحد من انتشار فيروس كورونا المستجد شملت قطاعات (المصانع، والتعدين، والطيران الداخلي، والحافلات بين المدن، والحافلات داخل المدن، والمركبات المستأجرة ـ تأجير السيارات ـ ، وعبارات جازان وفرسان لنقل الركاب والبضائع، وسيارات الأجرة والنقل المشترك، ومرافق الإيواء السياحي (الفنادق والشقق المفروشة وما في حكمها)، والخدمات البريدية واللوجستية، والمزارع).[81]
- 5 يونيو 2020: إعادة تشديد الاحترازات الصحية في مدينة جدة لمدة 15 يومًا؛ تبدأ من يوم 6 يونيو حتى نهاية 20 يونيو، وتشمل الاحترازات: منع التجول في جميع أنحاء المدينة من الساعة الثالثة عصرًا إلى السادسة صباحًا، وتعليق أداء الصلوات في المساجد، وتعليق الحضور إلى مقرات العمل بالوزارات والهيئات الحكومية وشركات القطاع الخاص، وتعليق تقديم الطلبات الداخلية في المطاعم والمقاهي، مع استمرار السماح بالرحلات الداخلية الجوية والبرية وعبر القطارات، والسماح بالدخول والخروج من المدينة في غير أوقات منع التجول، ومنع أي تجمعات لأكثر من خمسة أشخاص.[82]
- 10 يونيو 2020: بلغ إجمالي عدد الفحوص المخبرية لفيروس كورونا المستجد 1.198 مليون فحص.[83]
- 11 يونيو 2020:
  - بدء تطبيق الحجر المنزلي على القادمين من خارج المملكة.[84]
  - قررت وزارة الرياضة رفع تعليق النشاط الرياضي في المملكة اعتباراً من 21 يونيو، بما في ذلك عودة تدريبات الأندية في مختلف الألعاب، وتحديد يوم 4 أغسطس 2020 موعدا لعودة المنافسات مع استمرار تعليق الحضور الجماهيري.[85]
- 20 يونيو 2020: رفع منع التجول بشكل كامل؛ ابتداء من الساعة السادسة من صباح يوم 21 يونيو 2020م، في جميع مناطق ومدن المملكة، والسماح بعودة جميع الأنشطة الاقتصادية والتجارية، على ألا تتجاوز التجمعات البشرية 50 شخصًا كحد أقصى، مع استمرار تعليق العمرة والزيارة، والرحلات الدولية. كما أعلنت وزارة الرياضة عودة النشاط لجميع الصالات والمراكز الرياضية بالمملكة.[86][87]
- 22 يونيو 2020: أعلنت السعودية عن إقامة فريضة الحج للعام 1441هـ بأعداد محدودة جدًا للراغبين في أداء مناسك الحج لمختلف الجنسيات من الموجودين داخل المملكة.[88]
- 28 يونيو 2020: بلغ مجموع الفحوصات المخبرية لكورونا أكثر من 1.5 مليون فحص متقدم بتقنية البلمرة الجزيئية (PCR TEST)، كما بلغ عدد الفحوصات اليومية التي تجريها وزارة الصحة 45 ألف فحص يوميا.[89]

### يوليو 2020
- 1 يوليو 2020: أعلنت وزارة الداخلية عن 6 بروتوكولات وقائية إضافية، وتعديلات على 13 بروتوكولا صحية سابقا، بحسب ما تقتضيه متطلبات عودة الأوضاع العامة لطبيعتها للحد من انتشار فيروس كورونا الجديد.[90]
- 5 يوليو 2020: أصدر المركز الوطني للوقاية من الأمراض ومكافحتها "وقاية" البروتوكولات الصحية الخاصة بالوقاية من مرض (كوفيد 19) لموسم حج 1441هـ.[91]
- 13 يوليو 2020: بلغ عدد الفحوصات المخبرية لفيروس كورونا التي أجرتها وزارة الصحة 2,336,874 فحصا مخبريا بواسطة الفحوص المتقدمة بتقنية البلمرة الجزيئية (PCR TEST) وذلك منذ بدء تسجيل أول إصابة.
- 24 يوليو 2020: بلغ عدد الفحوصات المخبرية لفيروس كورونا التي أجرتها وزارة الصحة نحو 3 ملايين فحص مخبري.

### أغسطس 2020
- 3 أغسطس 2020: سمحت الجمارك السعودية بدخول جميع الشاحنات عبر المنافذ البرية من دول مجلس التعاون لدول الخليج العربية التي تحمل سلعاً تكون وجهتها النهائية المملكة والاكتفاء فقط بتقييم وجود أعراض اشتباه بإصابة سائقي الشاحنات بفيروس كورونا.[92]
- 13 أغسطس 2020: بلغ عدد الفحوصات التي أجرتها وزارة الصحة أكثر من 4 ملايين فحص مخبري لفيروس كورونا، وذلك بالفحوص المتقدمة بتقنية البلمرة الجزيئية (PCR TEST)، حيث تُعد المملكة من أوائل الدول في العالم التي وفرت الفحص المخبري للفيروس.[93]
- 18 أغسطس 2020: تجاوزت نسبة حالات التعافي من فيروس كورونا في المملكة 90%، كما صنفت المملكة وفقا لتقرير دولي ضمن أكثر 20 دولة أماناً من فيروس كورونا.[94]
- 24 أغسطس 2020: أتاحت المديرية العامة للجوازات دخول المواطنين والمواطنات، وأفراد أسرهم من غير السعوديين والعمالة المنزلية المقيمة في المملكة المرافقة لهم، الراغبين في العودة إلى المملكة عبر المنافذ البرية من الدول المجاورة مباشرة، مع الالتزام بتطبيق الإجراءات الاحترازية والوقائية المعتمدة.[95]
- 27 أغسطس 2020: السماح بدخول الشاحنات القادمة للمملكة والعابرة لأراضيها (الترانزيت) من جميع الدول.[96]
- 30 أغسطس 2020: بلغ إجمالي الفحوصات في المملكة 5063593 فحصا مخبريا دقيقا.[97]

### سبتمبر 2020
- 13 سبتمبر 2020: أعلنت وزارة الداخلية عن الرفع الكامل للقيود على مغادرة المواطنين للمملكة والعودة إليها، والسماح بفتح المنافذ لعبور جميع وسائل النقل عبر المنافذ البرية والبحرية والجوية، بعد تاريخ 1 يناير 2021م، وفق الإجراءات المتبعة قبل جائحة كورونا، مع استثناء بعض الفئات التي تتطلب طبيعة مهامها وأعمالها التنقل والسفر وكذلك المقيمون خارج المملكة ومرافقوهم، الذين لديهم ما يثبت إقامتهم خارج المملكة، وذلك وفق ضوابط واشتراطات معينة على أن يبدأ العمل بتنفيذ تلك الاستثناءات، الساعة السادسة من صباح يوم 27 محرم 1442 هجرية الموافق 15 سبتمبر 2020 ميلادية.[98]
- 22 سبتمبر 2020: أعلن مصدر مسؤول بوزارة الداخلية أنه بناء على ما ورد من الجهات المختصة بشأن مستجدات مواجهة جائحة فيروس كورونا المستجد (كوفيد 19)، واستجابة لتطلع كثير من المسلمين في الداخل والخارج لأداء مناسك العمرة والزيارة، وانطلاقًا من حرص القيادة على صحة قاصدي الحرمين الشريفين وسلامتهم، فقد صدرت الموافقة على السماح بأداء العمرة والزيارة تدريجيًا، بدءا من 17 صفر 1442 الموافق 4 أكتوبر 2020، مع اتخاذ الإجراءات الاحترازية الصحية اللازمة.[99]

### أكتوبر 2020
- 18 أكتوبر 2020: بدء المرحلة الثانية لاستكمال مراحل العودة لأداء العمرة تدريجياً في المسجد الحرام، والمتمثلة في السماح بأداء العمرة والزيارة والصلوات في الحرمين للمواطنين والمقيمين من داخل السعودية وفقاً لإجراءات احترازية مشددة.[100]
- 27 أكتوبر 2020: قرر مجلس الوزراء صرف مبلغ 500 ألف ريال لذوي المتوفى بسبب جائحة (فيروس كورونا الجديد)، العامل في القطاع الصحي الحكومي أو الخاص، مدنياً كان أم عسكرياً، وسعودياً كان أم غير سعودي، على أن يسري ذلك اعتباراً من تاريخ تسجيل أول إصابة بـ (الفيروس) في 7 / 7 / 1441هـ.

### نوفمبر 2020
- 1 نوفمبر 2020: بدء المرحلة الثالثة من العودة التدريجية للعمرة وتتضمن السماح لـ (20 ألف معتمر/اليوم و60 ألف مصلٍ/اليوم) من داخل المملكة ومن خارجها.[101]

### ديسمبر 2020
- 10 ديسمبر 2020: أعلنتْ الهيئة العامة للغذاء والدواء موافقتها على تسجيل لقاح «توزيناميران» لفيروس كورونا (Pfizer-BioNTech COVID-19 Vaccine) في المملكة العربية السعودية.[102]
- 15 ديسمبر 2020: أعلنتْ وزارة الصحة، بدء التسجيل للحصول على لقاح كورونا لجميع المواطنين والمقيمين.[103]
- 20 ديسمبر 2020: تعليق جميع الرحلات الجوية الدولية للمسافرين - إلا في الحالات الاستثنائية - وكذلك الدخول عبر المنافذ البرية والبحرية مؤقتا لمدة أسبوع، قابلة للتمديد أسبوعا آخر، وذلك بعد رصد انتشار نوع جديد متحور من فيروس كورونا المستجد (كوفيد ـ 19) في عدد من الدول.[104]
- 27 ديسمبر 2020:
  - وجهت الهيئة العامة للطيران المدني الناقلات الجوية العاملة بمطارات المملكة بالسماح لغير السعوديين بمغادرة المملكة، مع مراعاة الإجراءات الاحترازية، واستثنت من هذا التوجيه الدول التي ظهر فيها فيروس كورونا المتحور.[105]
  - تمديد تعليق الرحلات الجوية الدولية والدخول إلى المملكة عبر المنافذ البرية والبحرية لأسبوع آخر.[106]

## تفاصيل الحالات المسجلة
| التاريخ        | عدد الحالات | ملاحظات | مراجع                   |
| -------------- | ----------- | --- | ----------------------- |
| 2 مارس 2020    | 1           | عائد من إيران عبر البحرين. | [ 107 ]                 |
| 4 مارس 2020    | 1           | مصاحب للحالة الأولى، دخل عن طريق البحرين دون أن تكشف أنه زار إيران. | [ 108 ]                 |
| 5 مارس 2020    | 3           | اثنان من الأزواج سافروا من إيران عبر الكويت، وأخرى جاءت من إيران عبر البحرين وكان مسافر في نفس السيارة التي أقلت الحالات الأولى والثانية والتي تم الإعلان عنها في المملكة في 2 مارس و4 مارس على التوالي. | [ 109 ]                 |
| 7 مارس 2020    | 2           | أحدهما كان من إيران عبر البحرين والآخر من النجف في العراق عبر الإمارات. لم يخبر كل من المتضررين السلطات بمكان وجودهم، وبالتالي تم السماح لهم بالدخول. | [ 110 ]                 |
| 8 مارس 2020    | 4           | ثلاثة كانوا على اتصال مع الحالات المصابة السابقة التي وصلت من إيران، والرابع مواطن قادم من إيران عبر الإمارات العربية المتحدة. | [ 111 ]                 |
| 9 مارس 2020    | 4           | مواطن مخالط لحالة سابقة في القطيف، وعزل في المستشفى. وسيدتان من الجنسية البحرينية قادمتان من العراق في طريقهما إلى البحرين، تم عزلهما في المستشفى بالقطيف. ومقيم أمريكي عائد من السفر، ومر على الفلبين وإيطاليا قبل وصوله إلى المملكة، وتم نقله إلى مستشفى معد للعزل بمدينة الرياض. | [ 112 ] [ 113 ]         |
| 10 مارس 2020   | 6           | مواطن ومواطنتان ممن دخلوا الحجر الصحي بعد عودتهم من إيران والعراق، أظهرت الفحوصات إصابتهم بالفيروس وقد تم تحويلهم في حينه للعزل في أحد مستشفيات المنطقة الشرقية. ومواطن لديه أعراض تنفسية خفيفة، حضر إلى مستشفى في المنطقة الشرقية، ووضع في العزل، ورجل مصري ظهرت عليه أعراض تنفسية خفيفة أيضا، ووضع في العزل في مستشفى بمنطقة مكة المكرمة. وأحد الركاب العابرين، قادما من نيويورك متجها إلى القاهرة عبر مطار الملك عبد العزيز في جدة. | [ 114 ]                 |
| 11 مارس 2020   | 24          | مواطن ومواطنة، وضعا في الحجر الصحي بعد عودتهما من العراق، وطفلة سعودية (12 عامًا)، كانت مخالطة لجدها المصاب، أعلن عنه سابقًا في محافظة القطيف، وهو عائد من إيران. و21 من الجنسية المصرية هم من مخالطي الزائر المصري الذي أعلن عنه في اليوم السابق. |                         |
| 12 مارس 2020   | 17          | مواطن كان مخالطا لحالة مصابة سابقة، وهو معزول في منشأة صحية بالرياض، ومواطنة قادمة من إيران عبر سلطنة عمان، ومعزولة في منشأة صحية في الأحساء، ومواطنة قادمة من تركيا عبر لبنان، حيث قضت في لبنان 5 أيام، وكانت لديها أعراض من ليلة وصولها إلى لبنان، بعد أن قضت قبلها 6 أيام في تركيا، وعزلت في منشأة صحية بجدة. ومواطنتان قادمتان من العراق، وعملتا في الحجر الصحي بالقطيف، وهما من دون أعراض. و11 حالة من الجنسية المصرية، وهم موجودون في الحجر الصحي في مكة المكرمة، وليس لديهم أعراض، وهم من المجموعة ذاتها، المخالطة للزائر المصري الذي أعلن عنه سابقا، وأما المقيم فكان قادما من البرتغال عبر تركيا. | [ 115 ]                 |
| 13 مارس 2020   | 24          | مواطنة قادمة من فرنسا، عزلت في منشأة صحية في مدينة الرياض. ومواطن قادم من إيطاليا، وهو في العزل بمنشأة صحية في القطيف، و7 حالات لمواطنين في الحجر الصحي في المنطقة الشرقية، كانوا مخالطين لحالات أعلن عنها سابقاً. و14 حالة من الجنسية المصرية وحالة لمقيم واحد من الجنسية البنغلاديشية، وهم موجودون في الحجر الصحي في مكة المكرمة، كانوا من مخالطي حالة أعلن عنها سابقاً. | [ 116 ]                 |
| 14 مارس 2020   | 17          | الأول قدم من إيران، وعزل في منشأة صحية في الأحساء. والثاني كان مخالطاً لحالة أعلن عنها سابقاً، وهو معزول في مستشفى بالقطيف. والثالث والرابع من محافظة القطيف، قدما من إيطاليا وإيران، وعزلا في منشأة صحية. ومواطنة موجودة في الحجر الصحي في جدة، وهي قادمة أيضاً من إيران. و12 حالة موجودة في الرياض، تشمل 3 حالات لمواطنين كانوا مخالطين لحالات سابقة، وحالة لمقيم أمريكي، كان مخالطاً لحالة أعلن عنها سابقاً، و3 حالات لمواطنين قادمين من بريطانيا، و4 حالات أخرى لمواطنين قادمين من فرنسا، فضلاً عن حالة لمقيم فرنسي قادم من فرنسا عن طريق الإمارات. |                         |
| 15 مارس 2020   | 15          | خمسة مواطنين كانوا مخالطين لحالات سابقة، وجرى عزلهم بمنشأة صحية بالقطيف. ومواطنة قادمة من إسبانيا، وأخرى قادمة من بريطانيا، وعزلتا بمنشأة صحية في الظهران. ومواطن قادم من إيران ومواطنة قادمة من العراق، وعزلا بمنشأة صحية في القطيف. ومواطن قادم من مصر، وعزل بمنشأة صحية بالدمام، ومواطن قادم من بريطانيا، وآخر قادم من سويسرا، وعزلا بمنشأة صحية بجدة. ومقيمان من الجنسيتين الفلبينية والإندونيسية، كانا مخالطين لحالات سابقة، وعزلا بمنشأة صحية في الرياض. ومقيم إسباني قادم من إسبانيا، جرى عزله بإحدى المنشآت الصحية في الخبر. | [ 117 ]                 |
| 16 مارس 2020   | 15          | مواطنة قادمة من إسبانيا وعزلت بمنشأة صحية في الظهران، ومواطنة مخالطة لحالة سابقة وعزلت بمنشأة صحية في القطيف. ومواطنان قادمان من المغرب عزلا بمنشأة صحية في جازان. وأربع مواطنين قادمين من بريطانيا وفرنسا وسويسرا والأردن، وعزلوا بمنشأة صحية في الرياض. وأربع مواطنين قادمين من سويسرا والولايات المتحدة وفرنسا، عزلوا بمنشآت صحية في جدة. وحالتان في مكة المكرمة، الأولى لمواطن قادم من تركيا ومعزول في منشأة صحية، والثانية لمقيم مصري وهو معزول في منشأة صحية. ومقيم أفغاني قادم من أفغانستان، وهو معزول بمنشأة صحية في جدة. | [ 118 ]                 |
| 17 مارس 2020   | 38          | مواطن كان مخالطًا لحالة سابقة، ومواطن قادم من ألمانيا، ومقيم أردني قادم من بريطانيا، وعزلوا في منشأة صحية بجدة. ورجل وامرأة من الجنسية المصرية قادمان من مصر، وامرأة تركية قادمة من تركيا، وقد عزلوا في منشأة صحية بمكة المكرمة. وست حالات لمواطنين قادمين من العراق، ومواطن قادم من إيطاليا، وآخر كان مخالطًا لحالة سابقة، ومواطنان تحت التقصي، وجميعهم عزلوا في منشأة صحية بالقطيف. ومواطن قادم من إسبانيا، ومواطنان كانا مخالطين لحالات سابقة، وجميعهم عزلوا في منشأة صحية بالظهران. و13 مواطنا قادمين من: الأردن، وعمان، والهند، وبريطانيا، وتركيا، وسويسرا، والنمسا، ومقيم أردني قادم من إسبانيا، وثلاثة مواطنين، ومقيمان من الجنسية الفلبينية كانا مخالطين لحالات سابقة، وجميعهم عزلوا في منشأة صحية بالرياض. | [ 119 ]                 |
| 18 مارس 2020   | 67          | 45 حالة قادمة من كل من بريطانيا، وتركيا، وإسبانيا، وسويسرا، وفرنسا، وإندونيسيا، والعراق. وقد تم عزلها مباشرة من المطار إلى الضيافة في العزل الصحي. و11 حالة لمخالطين لحالات سابقة، و11 أخرى تحت التقصي. |                         |
| 19 مارس 2020   | 36          | 17 حالة لقادمين من المغرب، وبريطانيا، وإسبانيا، وإيران، وباكستان، والكويت، والعراق، والهند، والولايات المتحدة الأمريكية، ومصر. و19 حالة لمخالطين مع حالات سابقة. |                         |
| 20 مارس 2020   | 70          | 11 حالة قادمة من المغرب، والهند، والأردن، والفلبين، وبريطانيا، والإمارات، وسويسرا. وقد تم عزلها مباشرة من المطار إلى الضيافة في العزل الصحي. وممارسة صحية في مدينة الرياض. بقية الحالات الـ58 هي لمخالطين لحالات سابقة، وبعضها مرتبط بحضور مناسبات اجتماعية كحفلات الزواج ومقرات العزاء ولقاءات عائلية. |                         |
| 21 مارس 2020   | 48          | 5 حالات لممارسين صحيين وإداريين في منشأة صحية خاصة بالرياض، وحالات مرتبطة بالسفر والغالبية كانت مخالطة لحالات سابقة، وارتبط بعضها بحضور مناسبات اجتماعية كالتجمع للعزاء واللقاءات العائلية. | [ 120 ]                 |
| 22 مارس 2020   | 119         | 7 حالات ارتبطت بالسفر ومعزولة صحيا منذ القدوم للمملكة، و72 حالة من الجنسية التركية معزولين صحيا في أحد الفنادق في مكة المكرمة كانت قد اكتشفت مبكرًا أثناء التقصي الوبائي لحالة سابقة أعلن عنها قبل أسبوع قادمة من تركيا، وجميعهم بدون أعراض، وبقية الحالات الـ40 هي حالات مخالطة مجتمعية لحالات سابقة اكتسبت العدوى في مناسبات واجتماعات أو ملتقيات عائلية. | [ 121 ]                 |
| 23 مارس 2020   | 51          | 25 حالة مخالطة و26 حالة متعلقة بالسفر. | [ 122 ]                 |
| 24 مارس 2020   | 205         | 43 حالة مخالطة مرصودة مسبقا، و119 مرتبطة بالسفر وهي معزولة منذ قدومها من الخارج، والمتبقية قيد التقصي الوبائي. | [ 123 ]                 |
| 25 مارس 2020   | 133         | 18 حالة لأشخاص قادمين من الخارج كانوا قد وضعوا في الحجر الصحي منذ قدومهم، وبقية الحالات اكتسبت العدوى من مخالطة لحالات معلن إصابتها سابقا. | [ 124 ]                 |
| 26 مارس 2020   | 112         | 12 حالة ارتبطت بالسفر، و100 حالة لمخالطين بينهم 23 ممارسا صحيا، ولم تسجل تفشيات في المنشآت الصحية | [ 125 ]                 |
| 27 مارس 2020   | 92          | 10 حالات لمسافرين قادمين من خارج المملكة، وتم وضعهم في الحجر مباشرة، وبقية الحالات الـ 82 مخالطة. |                         |
| 28 مارس 2020   | 99          | 10حالات مرتبطة بالسفر ومعزولة صحيا منذ قدومها إلى منافذ المملكة، وبقية الحالات من المخالطين لحالات سابقة وتحت المراقبة الصحية |                         |
| 29 مارس 2020   | 96          | 28حالة مرتبطة بالسفر ومعزولة صحيا منذ قدومها إلى منافذ المملكة، وبقية الحالات من المخالطين لحالات سابقة وتحت المراقبة الصحية |                         |
| 30 مارس 2020   | 154         | 16 حالة متعلقة بالسفر و138 حالة مخالطة |                         |
| 31 مارس 2020   | 110         | 108 حالات مخالطة وحالتان متعلقتان بالسفر | [ 126 ]                 |
| 1 أبريل 2020   | 157         | 156 حالة بسبب المخالطة، وحالة قادمة من الخارج وهي في العزل الصحي منذ الدخول. |                         |
| 2 أبريل 2020   | 165         | 163 حالة بسبب المخالطة وحالتان لمسافرين قادمين من خارج المملكة، ودخلا في العزل الصحي. |                         |
| 3 أبريل 2020   | 154         | 3 حالات مرتبطة بالسفر، والبقية مخالطون. |                         |
| 4 أبريل 2020   | 140         | حالتان من خارج المملكة و138 من المخالطين. | [ 127 ]                 |
| 5 أبريل 2020   | 206         | منهم 47% سعوديون و53% من غير السعوديين، وغالبية الحالات مرتبطة بالتنقل والوجود في التجمعات | [ 128 ]                 |
| 6 أبريل 2020   | 138         | |                         |
| 7 أبريل 2020   | 272         | |                         |
| 8 أبريل 2020   | 137         | |                         |
| 9 أبريل 2020   | 355         | |                         |
| 10 أبريل 2020  | 364         | |                         |
| 11 أبريل 2020  | 382         | |                         |
| 12 أبريل 2020  | 429         | |                         |
| 13 أبريل 2020  | 472         | |                         |
| 14 أبريل 2020  | 435         | |                         |
| 15 أبريل 2020  | 493         | |                         |
| 16 أبريل 2020  | 518         | |                         |
| 17 أبريل 2020  | 762         | منها 400 حالة اكتشفت من خلال المسح النشط. | [ 129 ]                 |
| 18 أبريل 2020  | 1132        | 79 % من هذه الحالات غير سعوديين و21 % سعوديون، كما أن 740 حالة اكتشفت من خلال المسح النشط، و191 حالة من الحالات الموجودة في دور الضيافة، وبقية الحالات الـ 201 هي حالات مخالطة اجتماعيًا. | [ 130 ]                 |
| 19 أبريل 2020  | 1088        | منهم 83% سعوديون و17% غير سعوديين، كما أن 892 حالة من نتائج المسح النشط بنسبة 82% من الحالات المعلنة. | [ 131 ]                 |
| 20 أبريل 2020  | 1122        | 874 حالة اكتشفت من خلال المسح النشط. تراوحت أعمار المصابين ما بين شهر و96 عامًا، 27 % منهم سعوديون والبقية مقيمون، كما بلغت نسبة الذكور 77 % من المصابين. | [ 132 ] [ 133 ]         |
| 21 أبريل 2020  | 1147        | 868 من الحالات الجديدة اكتشفت عن طريق المسح النشط. | [ 134 ]                 |
| 22 أبريل 2020  | 1141        | 854 من الحالات، والتي تمثل نسبتها 75%، ناتجة عن المسح النشط. | [ 135 ] [ 136 ]         |
| 23 أبريل 2020  | 1158        | بلغ عدد السعوديين من هذه الحالات 169 منهم 87 من الذكور و82 من الإناث ونسبتهم جميعا 15٪، في حين بلغ عدد غير السعوديين 989، الذكور منهم 874 والإناث 115، ونسبتهم 85٪ من الحالات. كما أن غالبية الحالات ارتبطت بالمسح النشط. | [ 137 ] [ 138 ]         |
| 24 أبريل 2020  | 1172        | بلغ عدد السعوديين من هذه الحالات 298 بنسبة 25٪ في حين بلغ عدد غير السعوديين 874، بنسبة 75٪ من الحالات، كما أن 706 من هذه الحالات كانت نتيجة للمسح النشط وهي ما تعادل نسبة 60٪ من مجموع الحالات. | [ 139 ] [ 140 ]         |
| 25 أبريل 2020  | 1197        | منهم 24٪ سعوديون، و76% غير سعوديين، كما أن 745 من هذه الحالات كانت نتيجة للمسح النشط. | [ 141 ] [ 142 ] [ 143 ] |
| 26 أبريل 2020  | 1223        | منهم 15٪ سعوديون و85% غير سعوديين، كما أن 789 من هذه الحالات كانت نتيجة للمسح النشط وهي ما تعادل نسبة 65٪ من مجموع الحالات. | [ 144 ] [ 145 ]         |
| 27 أبريل 2020  | 1289        | منهم 16٪ سعوديون وعددهم 200 حالة، في حين كانت نسبة غير السعوديين 86٪، وعددهم 1089 حالة، كما أن 791 من هذه الحالات كانت نتيجة للمسح النشط وهي ما تعادل نسبة 61٪ من مجموع الحالات. | [ 146 ] [ 147 ]         |
| 28 أبريل 2020  | 1266        | منهم 23٪ سعوديون، و77٪ غير سعوديين، كما أن 841 من هذه الحالات كانت نتيجة للمسح النشط وهي ما تعادل نسبة 66٪ من مجموع الحالات. | [ 148 ] [ 149 ]         |
| 29 أبريل 2020  | 1325        | منهم 15٪ سعوديون، و85٪ غير سعوديين، كما أن 962 من هذه الحالات كانت نتيجة للمسح النشط وهي ما تعادل نسبة 73٪ من مجموع الحالات. | [ 150 ] [ 151 ]         |
| 30 أبريل 2020  | 1351        | منهم 17٪ سعوديون و83% غير سعوديين، فيما بلغت نسبة الإناث 14٪، والذكور 86٪، كما أن 1054 من هذه الحالات كانت نتيجة للمسح النشط وهي ما تعادل نسبة 78٪ من مجموع الحالات. | [ 152 ] [ 153 ]         |
| 1 مايو 2020    | 1344        | منهم 17٪ سعوديون وعددهم 224، و83% غير سعوديين وعددهم 1120، فيما بلغت نسبة الإناث 12٪ وعددهن 163، والذكور 88٪ وعددهم 1181. 812 من هذه الحالات كانت نتيجة للمسح النشط، وهي ما تعادل نسبة 60٪ من مجموع الحالات. | [ 154 ] [ 155 ]         |
| 2 مايو 2020    | 1362        | 9 % من الحالات تعود لسعوديين وعددهم 127 حالة، و91% لغير سعوديين وعددهم 1235، و11% من الحالات للإناث، وعددهن 145 حالة، و89% لذكور وعددهم 1217 حالة. كما بلغت نسبة كبار السن من هذه الحالات 2%، والأطفال 3%، والبالغون 95%. | [ 156 ] [ 157 ]         |
| 3 مايو 2020    | 1552        | 19 % من الحالات تعود لسعوديين، و81% لغير سعوديين، و16% للإناث، و84% للذكور. | [ 158 ]                 |
| 4 مايو 2020    | 1645        | 19 % من الحالات تعود لسعوديين، و81% لغير سعوديين، و87% من الذكور و13% من الإناث، كما أن 4% من الحالات الجديدة لأطفال بينما شكل كبار السن (فوق 65 عاماً) 3% من الحالات، أما المتبقي (93%) فكان لبالغين. | [ 159 ]                 |
| 5 مايو 2020    | 1595        | 24 % منهم سعوديون و76% غير سعوديين، و14% إناث و84% ذكور، كما أن 6% من الحالات الجديدة أطفال، و2% من كبار السن، و92% بالغون. | [ 160 ]                 |
| 6 مايو 2020    | 1687        | 27 % من الحالات تعود لسعوديين، و73% لغير سعوديين، و20% منها لإناث، و80% ذكور، فيما سُجلت 6% من الحالات بين الأطفال، و3% لكبار السن، و91 % لبالغين. | [ 161 ]                 |
| 7 مايو 2020    | 1793        | 25 % من الحالات تعود لسعوديين، و75% لغير سعوديين، و17% منها لإناث، و83% ذكور، فيما سُجلت 5% من الحالات بين الأطفال، و2% لكبار السن، و93 % لبالغين. | [ 162 ]                 |
| 8 مايو 2020    | 1701        | 22 % من الحالات تعود لسعوديين، و78% لغير سعوديين، و13% منها لإناث، و87% لذكور، فيما سُجلت 4% من الحالات بين الأطفال، و3% لكبار السن، و93 % لبالغين. | [ 163 ]                 |
| 9 مايو 2020    | 1704        | 30 % من الحالات تعود لسعوديين، و70% لغير سعوديين، و18% منها لإناث، و82% لذكور، فيما سجلت 6% من الحالات لأطفال، و4% لكبار السن. | [ 164 ]                 |
| 10 مايو 2020   | 1912        | 35 % من الحالات تعود لسعوديين، و65% مقيمون، و21% إناث، و79% ذكور، فيما كان 3% من كبار السن، و8% أطفال، و89% بالغون. | [ 165 ]                 |
| 11 مايو 2020   | 1966        | 38 % من الحالات لسعوديين، و62% لغير سعوديين، و22% إناث، و78% ذكور، فيما كان 7% من الأطفال، و89% بالغين، و4% من كبار السن ممن تجاوزت أعمارهم 65 عامًا. | [ 166 ]                 |
| 12 مايو 2020   | 1911        | 31 % من الحالات لسعوديين، و69 % لغير سعوديين، و18% إناث، و82% ذكور، فيما كان 6% من الأطفال، و2% من كبار السن، و92% بالغين. | [ 167 ]                 |
| 13 مايو 2020   | 1905        | 32 % من الحالات لسعوديين و68% غير سعوديين، و22 % إناث و78% ذكور، فيما كان 8% من الأطفال، و4% من كبار السن، و88% بالغين. | [ 168 ]                 |
| 14 مايو 2020   | 2039        | 41 % سعوديون و59 % من جنسيات مختلفة، و25% إناث و75% ذكور، فيما كان 11% من الأطفال، و86% من البالغين، و3% من كبار السن. | [ 169 ]                 |
| 15 مايو 2020   | 2307        | 41 % من الحالات الجديدة تعود لسعوديين، و59% لغير سعوديين، و25% منها لإناث، و75% لذكور، فيما سُجلت 10% من الحالات بين الأطفال، و3% لكبار السن، و87 % لبالغين. | [ 170 ]                 |
| 16 مايو 2020   | 2840        | 34 % من الحالات الجديدة تعود لسعوديين، و66% لغير سعوديين، و26% منها لإناث، و74% لذكور، فيما سُجلت 9% من الحالات بين الأطفال، و4% لكبار السن، و87 % لبالغين. | [ 171 ]                 |
| 17 مايو 2020   | 2736        | 40 % من الحالات لسعوديين، و60% لغير سعوديين، و22% لإناث، و78% لذكور، و9% لأطفال، و4% لكبار سن. | [ 172 ]                 |
| 18 مايو 2020   | 2593        | 44 % من الحالات لسعوديين، و56% لغير سعوديين، و25% لإناث، و75% لذكور، و11% أطفال، و3% كبار سن و86% بالغون. | [ 173 ]                 |
| 19 مايو 2020   | 2509        | 35 % من الحالات لسعوديين، و65% لغير سعوديين، و26% لإناث، و74% لذكور، و9% أطفال، و4% كبار سن و87% بالغون. | [ 174 ]                 |
| 20 مايو 2020   | 2691        | 40 % من الحالات لسعوديين، و60% لغير سعوديين، و26% لإناث، و74% لذكور، فيما سُجلت 10% من الحالات بين الأطفال، و3% لكبار السن، و87 % للبالغين. | [ 175 ]                 |
| 21 مايو 2020   | 2532        | 39 % من الحالات لسعوديين، و61% لغير سعوديين، و27% لإناث، و73% لذكور، فيما سُجلت 10% من الحالات بين الأطفال، و3% لكبار السن، و87 % للبالغين. | [ 176 ]                 |
| 22 مايو 2020   | 2642        | 38 % من الحالات لسعوديين، و62% لغير سعوديين، و27% لإناث، و73% لذكور، فيما سُجلت 11% من الحالات بين الأطفال، و4% لكبار السن، و85 % للبالغين. | [ 177 ]                 |
| 23 مايو 2020   | 2442        | 35 % من الحالات لسعوديين، و65% لغير سعوديين، و21% لإناث، و79% لذكور، فيما سُجلت 10% من الحالات بين الأطفال، و4% لكبار السن، و86 % للبالغين. | [ 178 ]                 |
| 24 مايو 2020   | 2399        | 34 % من الحالات لسعوديين، و66% لغير سعوديين، و21% لإناث، و79% لذكور، فيما سُجلت 10% من الحالات بين الأطفال، و3% لكبار السن، و87 % للبالغين. | [ 179 ]                 |
| 25 مايو 2020   | 2235        | 41 % من الحالات لسعوديين، و59% لغير سعوديين، و27% لإناث، و73% لذكور، فيما سُجلت 11% من الحالات بين الأطفال، و4% لكبار السن، و85 % للبالغين. | [ 180 ]                 |
| 26 مايو 2020   | 1931        | 45 % من الحالات لسعوديين، و55% لغير سعوديين، و25% لإناث، و75% لذكور، فيما سُجلت 11% من الحالات بين الأطفال، و4% لكبار السن، و85 % للبالغين. | [ 181 ]                 |
| 27 مايو 2020   | 1815        | 42 % من الحالات لسعوديين، و58% لغير سعوديين، و26% لإناث، و74% لذكور، فيما سُجلت 12% من الحالات بين الأطفال، و5% لكبار السن، و83 % للبالغين. | [ 182 ]                 |
| 28 مايو 2020   | 1644        | 42 % من الحالات لسعوديين، و58% لغير سعوديين، و26% لإناث، و74% لذكور، فيما سُجلت 12% من الحالات بين الأطفال، و5% لكبار السن، و83 % للبالغين. | [ 183 ]                 |
| 29 مايو 2020   | 1581        | 41 % من الحالات لسعوديين، و59% لغير سعوديين، و26% لإناث، و74% لذكور، فيما سُجلت 12% من الحالات بين الأطفال، و5% لكبار السن، و83 % للبالغين. | [ 184 ]                 |
| 30 مايو 2020   | 1618        | 42 % من الحالات لسعوديين، و58% لغير سعوديين، و30% لإناث، و70% لذكور، فيما سُجلت 13% من الحالات بين الأطفال، و4% لكبار السن، و83 % للبالغين. | [ 185 ]                 |
| 31 مايو 2020   | 1877        | 43 % من الحالات لسعوديين، و57% لغير سعوديين، و30% لإناث، و70% لذكور، فيما سُجلت 12% من الحالات بين الأطفال، و5% لكبار السن، و83 % للبالغين. | [ 186 ]                 |
| 1 يونيو 2020   | 1881        | 37 % من الحالات لسعوديين، و63% لغير سعوديين، و28% لإناث، و72% لذكور، فيما سُجلت 11% من الحالات بين الأطفال، و4% لكبار السن، و85 % للبالغين. | [ 187 ]                 |
| 2 يونيو 2020   | 1869        | 44 % من الحالات لسعوديين، و56% لغير سعوديين، و33% لإناث، و67% لذكور، فيما سُجلت 14% من الحالات بين الأطفال، و5% لكبار السن، و81 % للبالغين. | [ 188 ]                 |
| 3 يونيو 2020   | 2171        | 45 % من الحالات لسعوديين، و55% لغير سعوديين، و30% لإناث، و70% لذكور، فيما سُجلت 12% من الحالات بين الأطفال، و4% لكبار السن، و84 % للبالغين. | [ 189 ]                 |
| 4 يونيو 2020   | 1975        | 52 % من الحالات لسعوديين، و48% لغير سعوديين، و68% لإناث، و32% لذكور، فيما سُجلت 11% من الحالات بين الأطفال، و6% لكبار السن، و83 % للبالغين. | [ 190 ]                 |
| 5 يونيو 2020   | 2591        | 46 % من الحالات لسعوديين، و54% لغير سعوديين، و32% لإناث، و68% لذكور، فيما سُجلت 13% من الحالات بين الأطفال، و4% لكبار السن، و83 % للبالغين. | [ 191 ]                 |
| 6 يونيو 2020   | 3121        | 46 % من الحالات لسعوديين، و54% لغير سعوديين، و31% لإناث، و69% لذكور، فيما سُجلت 11% من الحالات بين الأطفال، و5% لكبار السن، و84 % للبالغين. | [ 192 ]                 |
| 7 يونيو 2020   | 3045        | 55 % من الحالات لسعوديين، و45% لغير سعوديين، و34% لإناث، و66% لذكور، فيما سُجلت 12% من الحالات بين الأطفال، و5% لكبار السن، و83 % للبالغين. | [ 193 ]                 |
| 8 يونيو 2020   | 3369        | 52 % من الحالات لسعوديين، و48% لغير سعوديين، و31% لإناث، و69% لذكور، فيما سُجلت 11% من الحالات بين الأطفال، و5% لكبار السن، و84 % للبالغين. | [ 194 ]                 |
| 9 يونيو 2020   | 3288        | 52 % من الحالات لسعوديين، و48% لغير سعوديين، و32% لإناث، و68% لذكور، فيما سُجلت 11% من الحالات بين الأطفال، و5% لكبار السن، و84 % للبالغين. | [ 195 ]                 |
| 10 يونيو 2020  | 3717        | 53 % من الحالات لسعوديين، و47% لغير سعوديين، و32% لإناث، و68% لذكور، فيما سُجلت 11% من الحالات بين الأطفال، و4% لكبار السن، و85 % للبالغين. | [ 196 ]                 |
| 11 يونيو 2020  | 3733        | 53 % من الحالات لسعوديين، و47% لغير سعوديين، و31% لإناث، و69% لذكور. | [ 197 ]                 |
| 12 يونيو 2020  | 3921        | 53 % من الحالات لسعوديين، و47% لغير سعوديين، و34% لإناث، و66% لذكور، فيما سُجلت 10% من الحالات بين الأطفال، و5% لكبار السن، و85 % للبالغين. | [ 198 ]                 |
| 13 يونيو 2020  | 3366        | | [ 199 ]                 |
| 14 يونيو 2020  | 4233        | 52 % من الحالات لسعوديين، و48% لغير سعوديين، و32% لإناث، و68% لذكور، فيما سُجلت 9% من الحالات بين الأطفال، و5% لكبار السن، و86 % للبالغين. | [ 200 ]                 |
| 15 يونيو 2020  | 4507        | | [ 201 ]                 |
| 16 يونيو 2020  | 4267        | 51 % من الحالات لسعوديين، و49% لغير سعوديين، و31% لإناث، و69% لذكور، فيما سُجلت 9% من الحالات بين الأطفال، و4% لكبار السن، و87 % للبالغين. | [ 202 ]                 |
| 17 يونيو 2020  | 4919        | 52 % من الحالات لسعوديين، و48% لغير سعوديين، و30% لإناث، و70% لذكور، فيما سُجلت 9% من الحالات بين الأطفال، و5% لكبار السن، و86 % للبالغين. | [ 203 ]                 |
| 18 يونيو 2020  | 4757        | | [ 204 ]                 |
| 19 يونيو 2020  | 4301        | 57 % من الحالات لسعوديين، و43% لغير سعوديين، و31% لإناث، و69% لذكور، فيما سُجلت 9% من الحالات بين الأطفال، و5% لكبار السن، و86 % للبالغين. | [ 205 ]                 |
| 20 يونيو 2020  | 3941        | 60 % من الحالات لسعوديين، و40% لغير سعوديين، و34% لإناث، و66% لذكور، فيما سُجلت 10% من الحالات بين الأطفال، و5% لكبار السن، و85 % للبالغين. | [ 206 ]                 |
| 21 يونيو 2020  | 3379        | | [ 207 ]                 |
| 22 يونيو 2020  | 3393        | 34 % من الحالات لإناث، و66% لذكور، فيما سُجلت 9% من الحالات بين الأطفال، و5% لكبار السن، و86 % للبالغين. | [ 208 ]                 |
| 23 يونيو 2020  | 3139        | | [ 209 ]                 |
| 24 يونيو 2020  | 3123        | 37 % من الحالات لإناث، و63% لذكور، فيما سُجلت 9% من الحالات بين الأطفال، و5% لكبار السن، و86 % للبالغين. | [ 210 ]                 |
| 25 يونيو 2020  | 3372        | | [ 211 ]                 |
| 26 يونيو 2020  | 3938        | 34 % من الحالات لإناث، و66% لذكور، فيما سُجلت 10% من الحالات بين الأطفال، و4% لكبار السن، و86 % للبالغين. | [ 212 ]                 |
| 27 يونيو 2020  | 3927        | بلغت نسبة كبار السن في الحالات المسجلة 5%، والأطفال 10%، والبالغين 85% | [ 213 ]                 |
| 28 يونيو 2020  | 3989        | بلغت نسبة الإناث 35% والذكور 65% ، أما كبار السن فكانت نسبتهم 5%، والأطفال 11%، والبالغون 84%. | [ 214 ]                 |
| 29 يونيو 2020  | 3943        | 34 % من الحالات إناث، و66% ذكور، فيما بلغت نسبة كبار السن 5%، والأطفال 10%، والبالغين 85%. | [ 215 ]                 |
| 30 يونيو 2020  | 4387        | بلغت نسبة الإناث 37% والذكور 63% ، أما كبار السن 5%، والأطفال 95، والبالغين 86%. | [ 216 ]                 |
| 1 يوليو 2020   | 3402        | 35 % من الحالات لإناث، و65% ذكور، فيما بلغت نسبة كبار السن 4%، والأطفال 10%، والبالغين 86%. | [ 217 ]                 |
| 2 يوليو 2020   | 3383        | بلغت نسبة الإناث 35% والذكور65% ، أما كبار السن فقد بلغت النسبة 5٪، والأطفال 10٪، والبالغين 85٪. | [ 218 ]                 |
| 3 يوليو 2020   | 4193        | 37 % من الحالات لإناث، و63% ذكور، فيما بلغت نسبة كبار السن 4%، والأطفال 10%، والبالغين 86%. | [ 219 ]                 |
| 4 يوليو 2020   | 4128        | 37 % من الحالات لإناث، و63% ذكور وبلغت نسبة كبار السن 4%، والأطفال 10%، والبالغين 86%. | [ 220 ]                 |
| 5 يوليو 2020   | 3580        | | [ 221 ]                 |
| 6 يوليو 2020   | 4207        | 35 % من الحالات إناث، و65% ذكور. | [ 222 ]                 |
| 7 يوليو 2020   | 3392        | بلغت نسبة الإناث 37% والذكور 63%، أما كبار السن فبلغت نسبتهم 5%، والأطفال 10%، والبالغين 85%. | [ 223 ]                 |
| 8 يوليو 2020   | 3036        | منهم 37% إناث، و63% ذكور، وكبار السن 5%، و9% أطفال، و86% بالغون. | [ 224 ]                 |
| 9 يوليو 2020   | 3183        | بلغت نسبة الإناث 36% والذكور 64%، أما كبار السن فبلغت نسبتهم 5%، والأطفال 10%، والبالغون 85%. | [ 225 ]                 |
| 10 يوليو 2020  | 3159        | منهم 38% إناث، و62% ذكور، وكبار السن 5%، و11% أطفال، و84% بالغون. | [ 226 ]                 |
| 11 يوليو 2020  | 2994        | منهم 37% إناث، و63% ذكور، وكبار السن 4%، و10% أطفال، و86% بالغين. | [ 227 ]                 |
| 12 يوليو 2020  | 2779        | بلغت نسبة الإناث 37% والذكور 63%، أما كبار السن فنسبتهم 5%، والأطفال 11%، والبالغون 84%. | [ 228 ]                 |
| 13 يوليو 2020  | 2852        | منهم 35% إناث، و65% ذكور، وكبار السن 5%، و10% أطفال، و85% بالغون. | [ 229 ]                 |
| 14 يوليو 2020  | 2692        | بلغت نسبة الإناث 37% والذكور 63%، وكبار السن 5%، والأطفال 10%، والبالغون 85%. | [ 230 ]                 |
| 15 يوليو 2020  | 2671        | منهم 37% إناث، و63% ذكور، وكبار السن 5%، و10% أطفال، و85% بالغون. | [ 231 ]                 |
| 16 يوليو 2020  | 2764        | بلغت نسبة الإناث 39% والذكور 61%، وكبار السن 5%، والأطفال 10%، والبالغون 85%. | [ 232 ]                 |
| 17 يوليو 2020  | 2613        | منهم 38% إناث، و62% ذكور، وكبار السن 4%، و11% أطفال، و85% بالغون. | [ 233 ]                 |
| 18 يوليو 2020  | 2565        | منهم 39% إناث، و61% ذكور، وكبار السن 6%، و10% أطفال، و84% بالغون. | [ 234 ]                 |
| 19 يوليو 2020  | 2504        | بلغت نسبة الإناث 39% والذكور 61%، أما كبار السن فبلغت نسبتهم 5%، والأطفال 10%، والبالغون 85%. | [ 235 ]                 |
| 20 يوليو 2020  | 2429        | منهم 37% إناث، و63% ذكور، وكبار السن 5%، و10% أطفال، 85% بالغون. | [ 236 ]                 |
| 21 يوليو 2020  | 2476        | بلغت نسبة الإناث 38% والذكور 62%، وكبار السن 5%، والأطفال 10%، والبالغون 85%. | [ 237 ]                 |
| 22 يوليو 2020  | 2331        | منهم 41% إناث، و59% ذكور، و5% كبار السن ، و10% أطفال، و85% بالغون. | [ 238 ]                 |
| 23 يوليو 2020  | 2238        | بلغت نسبة الإناث 39% والذكور 61%، وكبار السن 6%، والأطفال 10% والبالغين 84%. | [ 239 ]                 |
| 24 يوليو 2020  | 2378        | منهم 38% إناث، و62% ذكور، وكبار السن 5%، و12% أطفال، 83% بالغون. | [ 240 ]                 |
| 25 يوليو 2020  | 2201        | منهم 39% إناث، و61% ذكور، وكبار السن 5%، و10% أطفال، 85 % بالغون. | [ 241 ]                 |
| 26 يوليو 2020  | 1968        | | [ 242 ]                 |
| 27 يوليو 2020  | 1993        | منهم 40% إناث، و60% ذكور، وكبار السن 5%، و11% أطفال، 84 % بالغون. | [ 243 ]                 |
| 28 يوليو 2020  | 1897        | منهم 41% إناث، و59% ذكور. | [ 244 ]                 |
| 29 يوليو 2020  | 1759        | منهم 39% إناث، و61% ذكور. | [ 245 ]                 |
| 30 يوليو 2020  | 1629        | منهم 41% إناث، و59% ذكور. | [ 246 ]                 |
| 31 يوليو 2020  | 1686        | | [ 247 ]                 |
| 1 أغسطس 2020   | 1573        | منهم 40% إناث، و60% ذكور. | [ 248 ]                 |
| 2 أغسطس 2020   | 1357        | | [ 249 ]                 |
| 3 أغسطس 2020   | 1258        | منهم 39% إناث، و61% ذكور | [ 250 ]                 |
| 4 أغسطس 2020   | 1342        | منهم 40% إناث، و60% ذكور. | [ 251 ]                 |
| 5 أغسطس 2020   | 1389        | | [ 252 ]                 |
| 6 أغسطس 2020   | 1402        | | [ 253 ]                 |
| 7 أغسطس 2020   | 1567        | | [ 254 ]                 |
| 8 أغسطس 2020   | 1469        | | [ 255 ]                 |
| 9 أغسطس 2020   | 1428        | | [ 256 ]                 |
| 10 أغسطس 2020  | 1257        | منهم 45% إناث، و55% ذكور، فيما بلغت نسبة الأطفال 12%، والبالغين 83%، وكبار السن 5%. | [ 257 ]                 |
| 11 أغسطس 2020  | 1521        | منهم 43% إناث، و57% ذكور، فيما بلغت نسبة الأطفال 11%، والبالغين 84%، وكبار السن 5%. | [ 258 ]                 |
| 12 أغسطس 2020  | 1569        | منهم 43% إناث، و57% ذكور، فيما بلغت نسبة الأطفال 11%، والبالغين 84%، وكبار السن 5%. | [ 259 ]                 |
| 13 أغسطس 2020  | 1482        | | [ 260 ]                 |
| 14 أغسطس 2020  | 1383        | منهم 45% إناث، و55% ذكور، فيما بلغت نسبة الأطفال 11%، والبالغين 85%، وكبار السن 4 %. | [ 261 ]                 |
| 15 أغسطس 2020  | 1413        | منهم 46% إناث، و54% ذكور، فيما بلغت نسبة الأطفال 12%، والبالغين 84%، وكبار السن 4 %. | [ 262 ]                 |
| 16 أغسطس 2020  | 1227        | منهم 46% إناث، و54% ذكور، فيما بلغت نسبة الأطفال 12%، والبالغين 84%، وكبار السن 4%. | [ 263 ]                 |
| 17 أغسطس 2020  | 1372        | منهم 46% إناث، و54% ذكور، فيما بلغت نسبة الأطفال 11%، والبالغين 85%، وكبار السن 4 %. | [ 264 ]                 |
| 18 أغسطس 2020  | 1409        | منهم 45% إناث، و55% ذكور، فيما بلغت نسبة الأطفال 11%، والبالغين 85%، وكبار السن 4 %. | [ 265 ]                 |
| 19 أغسطس 2020  | 1363        | منهم 45% إناث، و55% ذكور، فيما بلغت نسبة الأطفال 10%، والبالغين 85%، وكبار السن 5%. | [ 266 ]                 |
| 20 أغسطس 2020  | 1287        | منهم 45% إناث، و55% ذكور، فيما بلغت نسبة الأطفال 11%، والبالغين 85%، وكبار السن 4 %. | [ 267 ]                 |
| 21 أغسطس 2020  | 1213        | منهم 44% إناث، و56% ذكور، فيما بلغت نسبة الأطفال 11%، والبالغين 85%، وكبار السن 4 %. | [ 268 ]                 |
| 22 أغسطس 2020  | 1184        | منهم 45% إناث، و55% ذكور، فيما بلغت نسبة الأطفال 11%، والبالغين 85%، وكبار السن 4 %. | [ 269 ]                 |
| 23 أغسطس 2020  | 1109        | | [ 270 ]                 |
| 24 أغسطس 2020  | 1175        | منهم 44% من الإناث، و56% من الذكور. | [ 271 ]                 |
| 25 أغسطس 2020  | 1114        | منهم 43% إناث، و57% ذكور، فيما بلغت نسبة الأطفال 11%، والبالغين 85%، وكبار السن 4 %. | [ 272 ]                 |
| 26 أغسطس 2020  | 1068        | منهم 44% إناث، و56% ذكور، فيما بلغت نسبة الأطفال 10%، والبالغين 86%، وكبار السن 4 %. | [ 273 ]                 |
| 27 أغسطس 2020  | 1019        | منهم 43% إناث، و57% ذكور، فيما بلغت نسبة الأطفال 11%، والبالغين 83%، وكبار السن 6 %. | [ 274 ]                 |
| 28 أغسطس 2020  | 1069        | منهم 44% إناث، و56% ذكور، فيما بلغت نسبة الأطفال 11%، والبالغين 85%، وكبار السن 4 %. | [ 275 ]                 |
| 29 أغسطس 2020  | 987         | منهم 43% إناث، و57% ذكور، فيما بلغت نسبة الأطفال 11%، والبالغين 85%، وكبار السن 4 %. | [ 276 ]                 |
| 30 أغسطس 2020  | 910         | منهم 42% إناث، و58% ذكور، فيما بلغت نسبة الأطفال 10%، والبالغين 85%، وكبار السن 5 %. | [ 277 ]                 |
| 31 أغسطس 2020  | 951         | | [ 278 ]                 |
| 1 سبتمبر 2020  | 898         | منهم 43% إناث، و57% ذكور، فيما بلغت نسبة الأطفال 9%، والبالغين 87%، وكبار السن 4 %. | [ 279 ]                 |
| 2 سبتمبر 2020  | 816         | منهم 44% إناث، و56% ذكور، فيما بلغت نسبة الأطفال 9%، والبالغين 88%، وكبار السن 3 %. | [ 280 ]                 |
| 3 سبتمبر 2020  | 833         | منهم 43% إناث، و57% ذكور، فيما بلغت نسبة الأطفال 10%، والبالغين 86%، وكبار السن 4%. | [ 281 ]                 |
| 4 سبتمبر 2020  | 822         | | [ 282 ]                 |
| 5 سبتمبر 2020  | 791         | منهم 44% إناث، 56% ذكور، فيما بلغت نسبة الأطفال 10%، والبالغين 86%، وكبار السن 4%. | [ 283 ]                 |
| 6 سبتمبر 2020  | 756         | منهم 43% إناث، و57% ذكور، فيما بلغت نسبة الأطفال 10%، والبالغين 85%، وكبار السن 5 %. | [ 284 ]                 |
| 7 سبتمبر 2020  | 768         | منهم 43% إناث، و57% ذكور، فيما بلغت نسبة الأطفال 11%، والبالغين 85%، وكبار السن 4%. | [ 285 ]                 |
| 8 سبتمبر 2020  | 781         | منهم 42% إناث، و58% ذكور، فيما بلغت نسبة الأطفال 11%، والبالغين 86%، وكبار السن 3%. | [ 286 ]                 |
| 9 سبتمبر 2020  | 775         | منهم 43% إناث، و57% ذكور، فيما بلغت نسبة الأطفال 10%، والبالغين 86%، وكبار السن 4 %. | [ 287 ]                 |
| 11 سبتمبر 2020 | 687         | منهم 45% إناث، و55% ذكور، فيما بلغت نسبة الأطفال 10%، والبالغين 86%، وكبار السن 4%. | [ 288 ]                 |
| 12 سبتمبر 2020 | 643         | منهم 41% إناث، و59% ذكور، فيما بلغت نسبة الأطفال 10%، والبالغين 85%، وكبار السن 5%. | [ 289 ]                 |
| 13 سبتمبر 2020 | 601         | منهم 44% إناث، و56% ذكور، فيما بلغت نسبة الأطفال 12%، والبالغين 84%، وكبار السن 4 %. | [ 290 ]                 |
| 14 سبتمبر 2020 | 607         | منهم 44% إناث، و56% ذكور، فيما بلغت نسبة الأطفال 11%، والبالغين 84%، وكبار السن 5 %. | [ 291 ]                 |
| 15 سبتمبر 2020 | 672         | | [ 292 ]                 |
| 16 سبتمبر 2020 | 621         | | [ 293 ]                 |
| 17 سبتمبر 2020 | 593         | منهم 44% إناث، و56% ذكور، فيما بلغت نسبة الأطفال 10%، والبالغين 86%، وكبار السن 4 %. | [ 294 ]                 |
| 18 سبتمبر 2020 | 576         | منهم 39% إناث، و61% ذكور، فيما بلغت نسبة الأطفال 10%، وكبار السن 6%. | [ 295 ]                 |
| 19 سبتمبر 2020 | 551         | منهم 42% إناث، و58% ذكور، فيما بلغت نسبة الأطفال 11%، والبالغين 85%، وكبار السن 4%. | [ 296 ]                 |
| 20 سبتمبر 2020 | 483         | منهم 43 % إناث، و57% ذكور، فيما بلغت نسبة الأطفال 11%، والبالغين 85%، وكبار السن 4 %. | [ 297 ]                 |
| 21 سبتمبر 2020 | 492         | منهم 41 % إناث، و59% ذكور، فيما بلغت نسبة الأطفال 10%، والبالغين 86%، وكبار السن 4 %. | [ 298 ]                 |
| 22 سبتمبر 2020 | 552         | منهم 41% إناث، 59% ذكور، فيما بلغت نسبة الأطفال 9%، والبالغين 87%، وكبار السن 4%. | [ 299 ]                 |
| 23 سبتمبر 2020 | 561         | منهم 41% إناث، و59% ذكور، فيما بلغت نسبة الأطفال 11%، والبالغين 86%، وكبار السن 3 %. | [ 300 ]                 |
| 24 سبتمبر 2020 | 498         | منهم 40% إناث، و60% ذكور، فيما بلغت نسبة الأطفال 10%, والبالغين 86%، وكبار السن 4%. | [ 301 ]                 |
| 25 سبتمبر 2020 | 472         | منهم 41% إناث، و59% ذكور، فيما بلغت نسبة الأطفال 12%، والبالغين 84%، وكبار السن 4%. | [ 302 ]                 |
| 26 سبتمبر 2020 | 461         | منهم 38% إناث، و62% ذكور، فيما بلغت نسبة الأطفال 11%، والبالغين 84%، وكبار السن 5%. | [ 303 ]                 |
| 27 سبتمبر 2020 | 403         | منهم 41% إناث، 59% ذكور، فيما بلغت نسبة الأطفال 11%، والبالغين 85%، وكبار السن 4 %. | [ 304 ]                 |
| 28 سبتمبر 2020 | 455         | | [ 305 ]                 |
| 29 سبتمبر 2020 | 539         | | [ 306 ]                 |
| 30 سبتمبر 2020 | 418         | | [ 307 ]                 |
| 1 أكتوبر 2020  | 492         | | [ 308 ]                 |
| 2 أكتوبر 2020  | 481         | منهم 42% إناث، 58% ذكور، فيما بلغت نسبة الأطفال 12%، والبالغين 84%، وكبار السن 4%. | [ 309 ]                 |
| 3 أكتوبر 2020  | 419         | منهم 43% إناث، 57% ذكور، فيما بلغت نسبة الأطفال 11%، والبالغين 85%، وكبار السن 4%. | [ 310 ]                 |
| 4 أكتوبر 2020  | 390         | | [ 311 ]                 |
| 5 أكتوبر 2020  | 379         | منهم 42% إناث، 58% ذكور، فيما بلغت نسبة الأطفال 10%، والبالغين 85%، وكبار السن 5%. | [ 312 ]                 |
| 6 أكتوبر 2020  | 477         | منهم 42% إناث، 58% ذكور، فيما بلغت نسبة الأطفال 10%، والبالغين 86%، وكبار السن 4%. | [ 313 ]                 |
| 7 أكتوبر 2020  | 468         | | [ 314 ]                 |
| 8 أكتوبر 2020  | 421         | منهم 43% إناث، 57% ذكور، فيما بلغت نسبة الأطفال 11%، والبالغين 86%، وكبار السن 3%. | [ 315 ]                 |
| 9 أكتوبر 2020  | 407         | منهم 41% إناث، 59% ذكور، فيما بلغت نسبة الأطفال 12%، والبالغين 83%، وكبار السن 5%. | [ 316 ]                 |
| 10 أكتوبر 2020 | 405         | منهم 42% إناث، و58% ذكور، فيما بلغت نسبة الأطفال 12%، والبالغين 84%، وكبار السن 4%. | [ 317 ]                 |
| 11 أكتوبر 2020 | 323         | منهم 42% إناث، و58% ذكور، فيما بلغت نسبة الأطفال 12%، والبالغين 85%، وكبار السن 3%. | [ 318 ]                 |
| 12 أكتوبر 2020 | 348         | منهم 40% إناث، 60% ذكور، فيما بلغت نسبة الأطفال 11%، والبالغين 85%، وكبار السن 4%. | [ 319 ]                 |
| 13 أكتوبر 2020 | 474         | منهم 40% إناث، 60% ذكور، فيما بلغت نسبة الأطفال 10%، والبالغين 85%، وكبار السن 5%. | [ 320 ]                 |
| 14             | 501         | منهم 37% إناث، و63% ذكور، فيما بلغت نسبة الأطفال 9%، والبالغين 85%، وكبار السن 6%. | [ 321 ]                 |
| 15 أكتوبر 2020 | 472         | | [ 322 ]                 |
| 16 أكتوبر 2020 | 433         | منهم 43% إناث، و57% ذكور، فيما بلغت نسبة الأطفال 10%، والبالغين 86%، وكبار السن 4%. | [ 323 ]                 |
| 17 أكتوبر 2020 | 359         | منهم 43% إناث، و57% ذكور، فيما بلغت نسبة الأطفال 11%، والبالغين 85%، وكبار السن 4%. | [ 324 ]                 |
| 18 أكتوبر 2020 | 348         | منهم 44% إناث، 56% ذكور، فيما بلغت نسبة الأطفال 12%، والبالغين 84%، وكبار السن 4%. | [ 325 ]                 |
| 19 أكتوبر 2020 | 381         | منهم 41% إناث، و59% ذكور، فيما بلغت نسبة الأطفال 10%، والبالغين 86%، وكبار السن 4%. | [ 326 ]                 |
| 20 أكتوبر 2020 | 385         | منها 41% إناث، 59% ذكور، فيما بلغت نسبة الأطفال 10%، والبالغين 86 %، وكبار السن 4%. | [ 327 ]                 |
| 21 أكتوبر 2020 | 405         | | [ 328 ]                 |
| 22 أكتوبر 2020 | 401         | | [ 329 ]                 |
| 23 أكتوبر 2020 | 383         | منهم 43% إناث، و57% ذكور، فيما بلغت نسبة الأطفال 12%، والبالغين 84%، وكبار السن 4%. | [ 330 ]                 |
| 24 أكتوبر 2020 | 395         | منهم 40% إناث، و60% ذكور، فيما بلغت نسبة الأطفال 11%, والبالغين 85%، وكبار السن 4%. | [ 331 ]                 |
| 25 أكتوبر 2020 | 323         | منهم 43% إناث، 57% ذكور، فيما بلغت نسبة الأطفال 12%، والبالغين 85%، وكبار السن 3%. | [ 332 ]                 |
| 26 أكتوبر 2020 | 357         | | [ 333 ]                 |
| 27 أكتوبر 2020 | 399         | منهم 42% إناث، 58% ذكور، فيما بلغت نسبة الأطفال 10%، والبالغين 86%، وكبار السن 4%. | [ 334 ]                 |
| 28 أكتوبر 2020 | 416         | منهم 41% إناث، و59% ذكور، فيما بلغت نسبة الأطفال 10%، والبالغين 86%، وكبار السن 4%. | [ 335 ]                 |
| 29 أكتوبر 2020 | 435         | منهم 41% إناث، 59% ذكور، فيما بلغت نسبة الأطفال 10%، والبالغين 86%، وكبار السن 4%. | [ 336 ]                 |
| 30 أكتوبر 2020 | 398         | منهم 43% إناث، 57% ذكور، فيما بلغت نسبة الأطفال 11%، والبالغين 85%، وكبار السن 4%. | [ 337 ]                 |
| 31 أكتوبر 2020 | 402         | منهم 42% إناث، 58% ذكور، فيما بلغت نسبة الأطفال 12%، والبالغين 85%، وكبار السن 3%. | [ 338 ]                 |
| 1 نوفمبر 2020  | 374         | | [ 339 ]                 |
| 2 نوفمبر 2020  | 381         | | [ 340 ]                 |
| 3 نوفمبر 2020  | 473         | منهم 40% إناث، 60% ذكور، فيما بلغت نسبة الأطفال 9%، والبالغين 87%، وكبار السن 4%. | [ 341 ]                 |
| 4 نوفمبر 2020  | 426         | منهم 39% إناث، 61% ذكور، فيما بلغت نسبة الأطفال 10%، والبالغين 86%، وكبار السن 4%. | [ 342 ]                 |
| 5 نوفمبر 2020  | 450         | منهم 41% إناث، 59% ذكور، فيما بلغت نسبة الأطفال 11%, والبالغين 85%، وكبار السن 4%. | [ 343 ]                 |
| 6 نوفمبر 2020  | 436         | منهم 41% إناث، 59% ذكور، فيما بلغت نسبة الأطفال 12%، والبالغين 85%، وكبار السن 3%. | [ 344 ]                 |
| 7 نوفمبر 2020  | 407         | منهم 39% إناث، 61% ذكور، فيما بلغت نسبة الأطفال 11% والبالغين 85%، وكبار السن 4%. | [ 345 ]                 |
| 8 نوفمبر 2020  | 363         | منهم 40% إناث، 60% ذكور، فيما بلغت نسبة الأطفال 11%، والبالغين 85%، وكبار السن 4%. | [ 346 ]                 |
| 9 نوفمبر 2020  | 392         | منهم 39% إناث، 61% ذكور، فيما بلغت نسبة الأطفال 11% والبالغين 86%، وكبار السن 3%. | [ 347 ]                 |
| 10 نوفمبر 2020 | 471         | | [ 348 ]                 |
| 11 نوفمبر 2020 | 394         | | [ 349 ]                 |
| 12 نوفمبر 2020 | 311         | منهم 40% إناث، 60% ذكور، فيما بلغت نسبة الأطفال 12% والبالغين 84%، وكبار السن 4%. | [ 350 ]                 |
| 13 نوفمبر 2020 | 441         | | [ 351 ]                 |
| 14 نوفمبر 2020 | 349         | منهم 41% إناث، و59% ذكور، فيما بلغت نسبة الأطفال 11% والبالغين 85%، وكبار السن 4%. | [ 352 ]                 |
| 15 نوفمبر 2020 | 305         | منهم 39% إناث، 61% ذكور، وبلغت نسبة الأطفال 12%، والبالغين 84%، وكبار السن 4%. | [ 353 ]                 |
| 16 نوفمبر 2020 | 301         | | [ 354 ]                 |
| 17 نوفمبر 2020 | 362         | | [ 355 ]                 |
| 18 نوفمبر 2020 | 290         | | [ 356 ]                 |
| 19 نوفمبر 2020 | 319         | | [ 357 ]                 |
| 20 نوفمبر 2020 | 286         | | [ 358 ]                 |
| 21 نوفمبر 2020 | 221         | | [ 359 ]                 |
| 22 نوفمبر 2020 | 224         | | [ 360 ]                 |
| 23 نوفمبر 2020 | 231         | | [ 361 ]                 |
| 24 نوفمبر 2020 | 252         | | [ 362 ]                 |
| 25 نوفمبر 2020 | 326         | | [ 363 ]                 |
| 26 نوفمبر 2020 | 322         | | [ 364 ]                 |
| 27 نوفمبر 2020 | 302         | | [ 365 ]                 |
| 28 نوفمبر 2020 | 220         | | [ 366 ]                 |
| 29 نوفمبر 2020 | 217         | | [ 367 ]                 |
| 30 نوفمبر 2020 | 232         | | [ 368 ]                 |
| 1 ديسمبر 2020  | 263         | | [ 369 ]                 |
| 2 ديسمبر 2020  | 249         | | [ 370 ]                 |
| 3 ديسمبر 2020  | 230         | | [ 371 ]                 |
| 4 ديسمبر 2020  | 234         | | [ 372 ]                 |
| 5 ديسمبر 2020  | 190         | | [ 373 ]                 |
| 6 ديسمبر 2020  | 187         | | [ 374 ]                 |
| 7 ديسمبر 2020  | 209         | | [ 375 ]                 |
| 8 ديسمبر 2020  | 193         | | [ 376 ]                 |
| 9 ديسمبر 2020  | 159         | | [ 377 ]                 |
| 10 ديسمبر 2020 | 141         | | [ 378 ]                 |
| 11 ديسمبر 2020 | 168         | | [ 379 ]                 |
| 12 ديسمبر 2020 | 166         | | [ 380 ]                 |
| 13 ديسمبر 2020 | 139         | | [ 381 ]                 |
| 14 ديسمبر 2020 | 125         | | [ 382 ]                 |
| 15 ديسمبر 2020 | 142         | | [ 383 ]                 |
| 16 ديسمبر 2020 | 180         | | [ 384 ]                 |
| 17 ديسمبر 2020 | 181         | | [ 385 ]                 |
| 18 ديسمبر 2020 | 174         | | [ 386 ]                 |
| 19 ديسمبر 2020 | 158         | | [ 387 ]                 |
| 20 ديسمبر 2020 | 162         | | [ 388 ]                 |
| 21 ديسمبر 2020 | 168         | | [ 389 ]                 |
| 22 ديسمبر 2020 | 181         | | [ 390 ]                 |
| 23 ديسمبر 2020 | 177         | | [ 391 ]                 |
| 24 ديسمبر 2020 | 189         | | [ 392 ]                 |
| 25 ديسمبر 2020 | 178         | | [ 393 ]                 |
| 26 ديسمبر 2020 | 163         | | [ 394 ]                 |
| 27 ديسمبر 2020 | 154         | | [ 395 ]                 |
| 28 ديسمبر 2020 | 119         | | [ 396 ]                 |
| 29 ديسمبر 2020 | 149         | | [ 397 ]                 |
| 30 ديسمبر 2020 | 113         | | [ 398 ]                 |
| 31 ديسمبر 2020 | 140         | | [ 399 ]                 |